# Lista de asteroides (196001-197000)
Esta é uma lista parcial de asteroides, do asteroide número 196001 até o 197000, inclusive. Veja também o índice com todas as listas disponíveis.

| Objeto Próximos à Terra | Cinturão de asteroides (interno) | Cinturão de asteroides (externo) | Centauro       |
| Cruzador de Marte       | Cinturão de asteroides (meio)    | Troianos de Júpiter              | Transnetuniano |

Veja mais dados de cada asteroide na ligação externa para o Minor Planet Center na última coluna.
Índice: 196001... 196101... 196201... 196301... 196401... 196501... 196601... 196701... 196801... 196901... 

## 196001–196100
| Designação            | Designação | Descoberta  | Descoberta       | Descobridor(es) | Categoria | Mais informações / Referência |
| Permanente            | Provisória | Data        | Local            | Descobridor(es) | Categoria | Mais informações / Referência |
| --------------------- | ---------- | ----------- | ---------------- | --------------- | --------- | ----------------------------- |
| 196001                | 2002 RX238 | 13 set 2002 | Palomar          | R. Matson       | —         | MPC                           |
| 196002                | 2002 RU239 | 1 set 2002  | Palomar          | S. F. Hönig     | —         | MPC                           |
| 196003                | 2002 RJ240 | 14 set 2002 | Palomar          | R. Matson       | Brangane  | MPC                           |
| 196004                | 2002 RN241 | 15 set 2002 | Palomar          | S. F. Hönig     | —         | MPC                           |
| 196005 Róbertschiller | 2002 RS241 | 12 set 2002 | Piszkéstető      | K. Sárneczky    | —         | MPC                           |
| 196006                | 2002 RJ242 | 14 set 2002 | Palomar          | R. Matson       | —         | MPC                           |
| 196007                | 2002 RT242 | 13 set 2002 | Palomar          | NEAT            | Brangane  | MPC                           |
| 196008                | 2002 RV242 | 5 set 2002  | Haleakalā        | NEAT            | —         | MPC                           |
| 196009                | 2002 RF248 | 13 set 2002 | Palomar          | NEAT            | Brangane  | MPC                           |
| 196010                | 2002 RP248 | 15 set 2002 | Palomar          | NEAT            | —         | MPC                           |
| 196011                | 2002 RR250 | 3 set 2002  | Haleakalā        | NEAT            | —         | MPC                           |
| 196012                | 2002 RY250 | 9 set 2002  | Palomar          | NEAT            | Brangane  | MPC                           |
| 196013                | 2002 RN254 | 14 set 2002 | Palomar          | NEAT            | —         | MPC                           |
| 196014                | 2002 RV258 | 14 set 2002 | Palomar          | NEAT            | —         | MPC                           |
| 196015                | 2002 RD263 | 13 set 2002 | Palomar          | NEAT            | —         | MPC                           |
| 196016                | 2002 RE263 | 13 set 2002 | Palomar          | NEAT            | —         | MPC                           |
| 196017                | 2002 RH273 | 4 set 2002  | Palomar          | NEAT            | Ursula    | MPC                           |
| 196018                | 2002 RP279 | 15 set 2002 | Palomar          | NEAT            | —         | MPC                           |
| 196019                | 2002 SM1   | 26 set 2002 | Palomar          | NEAT            | —         | MPC                           |
| 196020                | 2002 SC2   | 26 set 2002 | Palomar          | NEAT            | —         | MPC                           |
| 196021                | 2002 ST2   | 27 set 2002 | Palomar          | NEAT            | Juno      | MPC                           |
| 196022                | 2002 SQ5   | 27 set 2002 | Palomar          | NEAT            | —         | MPC                           |
| 196023                | 2002 SW6   | 27 set 2002 | Palomar          | NEAT            | —         | MPC                           |
| 196024                | 2002 SB7   | 27 set 2002 | Palomar          | NEAT            | —         | MPC                           |
| 196025                | 2002 SP9   | 27 set 2002 | Palomar          | NEAT            | —         | MPC                           |
| 196026                | 2002 SL13  | 27 set 2002 | Anderson Mesa    | LONEOS          | —         | MPC                           |
| 196027                | 2002 SB14  | 27 set 2002 | Palomar          | NEAT            | —         | MPC                           |
| 196028                | 2002 SF14  | 27 set 2002 | Palomar          | NEAT            | —         | MPC                           |
| 196029                | 2002 SL14  | 27 set 2002 | Palomar          | NEAT            | —         | MPC                           |
| 196030                | 2002 SJ20  | 26 set 2002 | Palomar          | NEAT            | —         | MPC                           |
| 196031                | 2002 SV20  | 26 set 2002 | Palomar          | NEAT            | —         | MPC                           |
| 196032                | 2002 SH21  | 26 set 2002 | Palomar          | NEAT            | —         | MPC                           |
| 196033                | 2002 SU21  | 26 set 2002 | Palomar          | NEAT            | —         | MPC                           |
| 196034                | 2002 SV25  | 28 set 2002 | Haleakalā        | NEAT            | —         | MPC                           |
| 196035 Haraldbill     | 2002 SZ27  | 30 set 2002 | Michael Adrian   | M. Kretlow      | —         | MPC                           |
| 196036                | 2002 SL40  | 30 set 2002 | Haleakalā        | NEAT            | —         | MPC                           |
| 196037                | 2002 SX42  | 28 set 2002 | Haleakala        | NEAT            | —         | MPC                           |
| 196038                | 2002 SM43  | 28 set 2002 | Haleakala        | NEAT            | —         | MPC                           |
| 196039                | 2002 SS44  | 29 set 2002 | Haleakala        | NEAT            | —         | MPC                           |
| 196040                | 2002 SC45  | 29 set 2002 | Haleakala        | NEAT            | —         | MPC                           |
| 196041                | 2002 SO48  | 30 set 2002 | Socorro          | LINEAR          | —         | MPC                           |
| 196042                | 2002 SD49  | 30 set 2002 | Socorro          | LINEAR          | —         | MPC                           |
| 196043                | 2002 ST49  | 30 set 2002 | Socorro          | LINEAR          | —         | MPC                           |
| 196044                | 2002 SU50  | 30 set 2002 | Socorro          | LINEAR          | —         | MPC                           |
| 196045                | 2002 SN53  | 19 set 2002 | Anderson Mesa    | LONEOS          | —         | MPC                           |
| 196046                | 2002 SE56  | 30 set 2002 | Socorro          | LINEAR          | Ursula    | MPC                           |
| 196047                | 2002 SS57  | 30 set 2002 | Haleakalā        | NEAT            | —         | MPC                           |
| 196048                | 2002 SM60  | 16 set 2002 | Palomar          | NEAT            | —         | MPC                           |
| 196049                | 2002 SS61  | 17 set 2002 | Palomar          | NEAT            | —         | MPC                           |
| 196050                | 2002 SG63  | 16 set 2002 | Palomar          | R. Matson       | —         | MPC                           |
| 196051                | 2002 SW65  | 16 set 2002 | Palomar          | NEAT            | —         | MPC                           |
| 196052                | 2002 SB66  | 16 set 2002 | Palomar          | NEAT            | —         | MPC                           |
| 196053                | 2002 SE68  | 26 set 2002 | Palomar          | NEAT            | —         | MPC                           |
| 196054                | 2002 TK    | 1 out 2002  | Anderson Mesa    | LONEOS          | —         | MPC                           |
| 196055                | 2002 TC1   | 1 out 2002  | Anderson Mesa    | LONEOS          | Ursula    | MPC                           |
| 196056                | 2002 TK2   | 1 out 2002  | Anderson Mesa    | LONEOS          | —         | MPC                           |
| 196057                | 2002 TN12  | 1 out 2002  | Anderson Mesa    | LONEOS          | Ursula    | MPC                           |
| 196058                | 2002 TU15  | 2 out 2002  | Socorro          | LINEAR          | —         | MPC                           |
| 196059                | 2002 TT16  | 2 out 2002  | Socorro          | LINEAR          | —         | MPC                           |
| 196060                | 2002 TD20  | 2 out 2002  | Socorro          | LINEAR          | —         | MPC                           |
| 196061                | 2002 TC26  | 2 out 2002  | Socorro          | LINEAR          | —         | MPC                           |
| 196062                | 2002 TN33  | 2 out 2002  | Socorro          | LINEAR          | —         | MPC                           |
| 196063                | 2002 TD34  | 2 out 2002  | Socorro          | LINEAR          | —         | MPC                           |
| 196064                | 2002 TG34  | 2 out 2002  | Socorro          | LINEAR          | —         | MPC                           |
| 196065                | 2002 TK38  | 2 out 2002  | Socorro          | LINEAR          | Ursula    | MPC                           |
| 196066                | 2002 TH45  | 2 out 2002  | Haleakalā        | NEAT            | —         | MPC                           |
| 196067                | 2002 TF55  | 2 out 2002  | Haleakala        | NEAT            | Brangane  | MPC                           |
| 196068                | 2002 TW55  | 2 out 2002  | Socorro          | LINEAR          | —         | MPC                           |
| 196069                | 2002 TY62  | 3 out 2002  | Campo Imperatore | CINEOS          | —         | MPC                           |
| 196070                | 2002 TA65  | 2 out 2002  | Kvistaberg       | UDAS            | —         | MPC                           |
| 196071                | 2002 TE65  | 2 out 2002  | Kvistaberg       | UDAS            | —         | MPC                           |
| 196072                | 2002 TE69  | 9 out 2002  | Socorro          | LINEAR          | —         | MPC                           |
| 196073                | 2002 TQ74  | 1 out 2002  | Anderson Mesa    | LONEOS          | —         | MPC                           |
| 196074                | 2002 TT74  | 1 out 2002  | Anderson Mesa    | LONEOS          | —         | MPC                           |
| 196075                | 2002 TD76  | 1 out 2002  | Anderson Mesa    | LONEOS          | —         | MPC                           |
| 196076                | 2002 TL77  | 1 out 2002  | Anderson Mesa    | LONEOS          | Ursula    | MPC                           |
| 196077                | 2002 TT79  | 1 out 2002  | Socorro          | LINEAR          | —         | MPC                           |
| 196078                | 2002 TH80  | 1 out 2002  | Anderson Mesa    | LONEOS          | —         | MPC                           |
| 196079                | 2002 TN81  | 1 out 2002  | Haleakalā        | NEAT            | —         | MPC                           |
| 196080                | 2002 TX83  | 2 out 2002  | Haleakala        | NEAT            | —         | MPC                           |
| 196081                | 2002 TO84  | 2 out 2002  | Haleakala        | NEAT            | —         | MPC                           |
| 196082                | 2002 TB86  | 2 out 2002  | Campo Imperatore | CINEOS          | —         | MPC                           |
| 196083                | 2002 TH87  | 3 out 2002  | Socorro          | LINEAR          | —         | MPC                           |
| 196084                | 2002 TH88  | 3 out 2002  | Palomar          | NEAT            | —         | MPC                           |
| 196085                | 2002 TU88  | 3 out 2002  | Palomar          | NEAT            | —         | MPC                           |
| 196086                | 2002 TD90  | 3 out 2002  | Palomar          | NEAT            | —         | MPC                           |
| 196087                | 2002 TU96  | 1 out 2002  | Anderson Mesa    | LONEOS          | —         | MPC                           |
| 196088                | 2002 TR99  | 4 out 2002  | Socorro          | LINEAR          | —         | MPC                           |
| 196089                | 2002 TB102 | 4 out 2002  | Socorro          | LINEAR          | —         | MPC                           |
| 196090                | 2002 TS102 | 4 out 2002  | Socorro          | LINEAR          | Brangane  | MPC                           |
| 196091                | 2002 TG103 | 4 out 2002  | Socorro          | LINEAR          | —         | MPC                           |
| 196092                | 2002 TH113 | 3 out 2002  | Palomar          | NEAT            | —         | MPC                           |
| 196093                | 2002 TW113 | 3 out 2002  | Palomar          | NEAT            | —         | MPC                           |
| 196094                | 2002 TT117 | 3 out 2002  | Palomar          | NEAT            | —         | MPC                           |
| 196095                | 2002 TR119 | 3 out 2002  | Palomar          | NEAT            | Brangane  | MPC                           |
| 196096                | 2002 TK120 | 3 out 2002  | Palomar          | NEAT            | —         | MPC                           |
| 196097                | 2002 TP123 | 4 out 2002  | Palomar          | NEAT            | —         | MPC                           |
| 196098                | 2002 TW123 | 4 out 2002  | Palomar          | NEAT            | —         | MPC                           |
| 196099                | 2002 TE125 | 4 out 2002  | Palomar          | NEAT            | —         | MPC                           |
| 196100                | 2002 TZ126 | 4 out 2002  | Socorro          | LINEAR          | Ursula    | MPC                           |

## 196101–196200
| Designação | Designação | Descoberta  | Descoberta    | Descobridor(es) | Categoria | Mais informações / Referência |
| Permanente | Provisória | Data        | Local         | Descobridor(es) | Categoria | Mais informações / Referência |
| ---------- | ---------- | ----------- | ------------- | --------------- | --------- | ----------------------------- |
| 196101     | 2002 TD127 | 4 out 2002  | Palomar       | NEAT            | —         | MPC                           |
| 196102     | 2002 TA133 | 4 out 2002  | Socorro       | LINEAR          | —         | MPC                           |
| 196103     | 2002 TX133 | 4 out 2002  | Socorro       | LINEAR          | —         | MPC                           |
| 196104     | 2002 TC134 | 4 out 2002  | Palomar       | NEAT            | —         | MPC                           |
| 196105     | 2002 TC137 | 4 out 2002  | Anderson Mesa | LONEOS          | —         | MPC                           |
| 196106     | 2002 TV142 | 4 out 2002  | Socorro       | LINEAR          | Ursula    | MPC                           |
| 196107     | 2002 TH145 | 3 out 2002  | Socorro       | LINEAR          | —         | MPC                           |
| 196108     | 2002 TX147 | 5 out 2002  | Palomar       | NEAT            | —         | MPC                           |
| 196109     | 2002 TS148 | 5 out 2002  | Palomar       | NEAT            | —         | MPC                           |
| 196110     | 2002 TB157 | 5 out 2002  | Palomar       | NEAT            | —         | MPC                           |
| 196111     | 2002 TM168 | 3 out 2002  | Socorro       | LINEAR          | —         | MPC                           |
| 196112     | 2002 TH169 | 3 out 2002  | Palomar       | NEAT            | —         | MPC                           |
| 196113     | 2002 TY169 | 3 out 2002  | Palomar       | NEAT            | —         | MPC                           |
| 196114     | 2002 TD170 | 3 out 2002  | Palomar       | NEAT            | —         | MPC                           |
| 196115     | 2002 TN170 | 3 out 2002  | Palomar       | NEAT            | —         | MPC                           |
| 196116     | 2002 TY170 | 3 out 2002  | Palomar       | NEAT            | —         | MPC                           |
| 196117     | 2002 TE173 | 4 out 2002  | Socorro       | LINEAR          | —         | MPC                           |
| 196118     | 2002 TY173 | 4 out 2002  | Socorro       | LINEAR          | —         | MPC                           |
| 196119     | 2002 TO174 | 4 out 2002  | Socorro       | LINEAR          | Brangane  | MPC                           |
| 196120     | 2002 TA178 | 11 out 2002 | Palomar       | NEAT            | —         | MPC                           |
| 196121     | 2002 TW185 | 4 out 2002  | Socorro       | LINEAR          | —         | MPC                           |
| 196122     | 2002 TL193 | 3 out 2002  | Socorro       | LINEAR          | —         | MPC                           |
| 196123     | 2002 TN193 | 3 out 2002  | Socorro       | LINEAR          | —         | MPC                           |
| 196124     | 2002 TU194 | 3 out 2002  | Socorro       | LINEAR          | —         | MPC                           |
| 196125     | 2002 TM202 | 4 out 2002  | Socorro       | LINEAR          | —         | MPC                           |
| 196126     | 2002 TE206 | 4 out 2002  | Socorro       | LINEAR          | Ursula    | MPC                           |
| 196127     | 2002 TP206 | 4 out 2002  | Socorro       | LINEAR          | —         | MPC                           |
| 196128     | 2002 TQ206 | 4 out 2002  | Socorro       | LINEAR          | —         | MPC                           |
| 196129     | 2002 TT210 | 7 out 2002  | Socorro       | LINEAR          | —         | MPC                           |
| 196130     | 2002 TK213 | 3 out 2002  | Socorro       | LINEAR          | —         | MPC                           |
| 196131     | 2002 TE225 | 8 out 2002  | Anderson Mesa | LONEOS          | —         | MPC                           |
| 196132     | 2002 TG231 | 8 out 2002  | Palomar       | NEAT            | —         | MPC                           |
| 196133     | 2002 TO238 | 7 out 2002  | Socorro       | LINEAR          | —         | MPC                           |
| 196134     | 2002 TH240 | 9 out 2002  | Socorro       | LINEAR          | —         | MPC                           |
| 196135     | 2002 TZ244 | 7 out 2002  | Socorro       | LINEAR          | —         | MPC                           |
| 196136     | 2002 TW247 | 7 out 2002  | Palomar       | NEAT            | —         | MPC                           |
| 196137     | 2002 TR248 | 7 out 2002  | Socorro       | LINEAR          | —         | MPC                           |
| 196138     | 2002 TX253 | 9 out 2002  | Socorro       | LINEAR          | —         | MPC                           |
| 196139     | 2002 TW261 | 10 out 2002 | Palomar       | NEAT            | —         | MPC                           |
| 196140     | 2002 TO264 | 10 out 2002 | Socorro       | LINEAR          | —         | MPC                           |
| 196141     | 2002 TL268 | 9 out 2002  | Socorro       | LINEAR          | —         | MPC                           |
| 196142     | 2002 TB270 | 9 out 2002  | Socorro       | LINEAR          | —         | MPC                           |
| 196143     | 2002 TZ270 | 9 out 2002  | Socorro       | LINEAR          | Brangane  | MPC                           |
| 196144     | 2002 TE274 | 9 out 2002  | Socorro       | LINEAR          | Ursula    | MPC                           |
| 196145     | 2002 TU279 | 10 out 2002 | Socorro       | LINEAR          | —         | MPC                           |
| 196146     | 2002 TY281 | 10 out 2002 | Socorro       | LINEAR          | —         | MPC                           |
| 196147     | 2002 TX294 | 13 out 2002 | Palomar       | NEAT            | —         | MPC                           |
| 196148     | 2002 TE317 | 5 out 2002  | Apache Point  | SDSS            | Brangane  | MPC                           |
| 196149     | 2002 TG319 | 5 out 2002  | Apache Point  | SDSS            | —         | MPC                           |
| 196150     | 2002 TT337 | 5 out 2002  | Apache Point  | SDSS            | —         | MPC                           |
| 196151     | 2002 UG7   | 28 out 2002 | Palomar       | NEAT            | —         | MPC                           |
| 196152     | 2002 UG9   | 28 out 2002 | Palomar       | NEAT            | —         | MPC                           |
| 196153     | 2002 UO31  | 30 out 2002 | Haleakalā     | NEAT            | Brangane  | MPC                           |
| 196154     | 2002 UH47  | 31 out 2002 | Socorro       | LINEAR          | —         | MPC                           |
| 196155     | 2002 UJ51  | 29 out 2002 | Apache Point  | SDSS            | —         | MPC                           |
| 196156     | 2002 UM61  | 30 out 2002 | Apache Point  | SDSS            | Brangane  | MPC                           |
| 196157     | 2002 UV61  | 30 out 2002 | Apache Point  | SDSS            | —         | MPC                           |
| 196158     | 2002 VV8   | 1 nov 2002  | Socorro       | LINEAR          | —         | MPC                           |
| 196159     | 2002 VT17  | 7 nov 2002  | Socorro       | LINEAR          | —         | MPC                           |
| 196160     | 2002 VW26  | 5 nov 2002  | Socorro       | LINEAR          | —         | MPC                           |
| 196161     | 2002 VM37  | 4 nov 2002  | Palomar       | NEAT            | —         | MPC                           |
| 196162     | 2002 VW41  | 5 nov 2002  | Palomar       | NEAT            | —         | MPC                           |
| 196163     | 2002 VD43  | 4 nov 2002  | Palomar       | NEAT            | —         | MPC                           |
| 196164     | 2002 VZ46  | 5 nov 2002  | Palomar       | NEAT            | —         | MPC                           |
| 196165     | 2002 VV51  | 6 nov 2002  | Anderson Mesa | LONEOS          | —         | MPC                           |
| 196166     | 2002 VE54  | 6 nov 2002  | Socorro       | LINEAR          | —         | MPC                           |
| 196167     | 2002 VO57  | 6 nov 2002  | Haleakalā     | NEAT            | —         | MPC                           |
| 196168     | 2002 VW62  | 6 nov 2002  | Socorro       | LINEAR          | —         | MPC                           |
| 196169     | 2002 VF69  | 8 nov 2002  | Socorro       | LINEAR          | —         | MPC                           |
| 196170     | 2002 VZ80  | 7 nov 2002  | Socorro       | LINEAR          | —         | MPC                           |
| 196171     | 2002 VH96  | 11 nov 2002 | Socorro       | LINEAR          | —         | MPC                           |
| 196172     | 2002 VZ99  | 10 nov 2002 | Socorro       | LINEAR          | —         | MPC                           |
| 196173     | 2002 VT118 | 12 nov 2002 | Socorro       | LINEAR          | —         | MPC                           |
| 196174     | 2002 WQ11  | 28 nov 2002 | Anderson Mesa | LONEOS          | —         | MPC                           |
| 196175     | 2002 XR2   | 1 dez 2002  | Socorro       | LINEAR          | —         | MPC                           |
| 196176     | 2002 XQ6   | 1 dez 2002  | Haleakalā     | NEAT            | —         | MPC                           |
| 196177     | 2002 XY7   | 2 dez 2002  | Socorro       | LINEAR          | —         | MPC                           |
| 196178     | 2002 XA49  | 10 dez 2002 | Socorro       | LINEAR          | —         | MPC                           |
| 196179     | 2002 XZ60  | 10 dez 2002 | Socorro       | LINEAR          | —         | MPC                           |
| 196180     | 2002 XH86  | 11 dez 2002 | Socorro       | LINEAR          | —         | MPC                           |
| 196181     | 2002 XE116 | 7 dez 2002  | Apache Point  | SDSS            | —         | MPC                           |
| 196182     | 2002 YP10  | 31 dez 2002 | Socorro       | LINEAR          | —         | MPC                           |
| 196183     | 2002 YQ11  | 31 dez 2002 | Socorro       | LINEAR          | —         | MPC                           |
| 196184     | 2002 YP13  | 31 dez 2002 | Socorro       | LINEAR          | —         | MPC                           |
| 196185     | 2002 YB29  | 31 dez 2002 | Socorro       | LINEAR          | —         | MPC                           |
| 196186     | 2002 YF31  | 31 dez 2002 | Socorro       | LINEAR          | Ursula    | MPC                           |
| 196187     | 2002 YB32  | 31 dez 2002 | Kitt Peak     | Spacewatch      | —         | MPC                           |
| 196188     | 2003 AS4   | 1 jan 2003  | Kingsnake     | J. V. McClusky  | —         | MPC                           |
| 196189     | 2003 AG28  | 4 jan 2003  | Socorro       | LINEAR          | —         | MPC                           |
| 196190     | 2003 AC29  | 4 jan 2003  | Socorro       | LINEAR          | —         | MPC                           |
| 196191     | 2003 AX34  | 7 jan 2003  | Socorro       | LINEAR          | —         | MPC                           |
| 196192     | 2003 AN39  | 7 jan 2003  | Socorro       | LINEAR          | —         | MPC                           |
| 196193     | 2003 AD40  | 7 jan 2003  | Socorro       | LINEAR          | —         | MPC                           |
| 196194     | 2003 AZ43  | 5 jan 2003  | Socorro       | LINEAR          | —         | MPC                           |
| 196195     | 2003 AW49  | 5 jan 2003  | Socorro       | LINEAR          | —         | MPC                           |
| 196196     | 2003 AU57  | 5 jan 2003  | Socorro       | LINEAR          | —         | MPC                           |
| 196197     | 2003 AC75  | 10 jan 2003 | Socorro       | LINEAR          | —         | MPC                           |
| 196198     | 2003 AF94  | 5 jan 2003  | Socorro       | LINEAR          | —         | MPC                           |
| 196199     | 2003 BA    | 16 jan 2003 | Palomar       | NEAT            | —         | MPC                           |
| 196200     | 2003 BZ1   | 25 jan 2003 | Anderson Mesa | LONEOS          | —         | MPC                           |

## 196201–196300
| Designação | Designação | Descoberta  | Descoberta       | Descobridor(es)    | Categoria | Mais informações / Referência |
| Permanente | Provisória | Data        | Local            | Descobridor(es)    | Categoria | Mais informações / Referência |
| ---------- | ---------- | ----------- | ---------------- | ------------------ | --------- | ----------------------------- |
| 196201     | 2003 BP7   | 26 jan 2003 | Kitt Peak        | Spacewatch         | —         | MPC                           |
| 196202     | 2003 BL9   | 26 jan 2003 | Palomar          | NEAT               | —         | MPC                           |
| 196203     | 2003 BB10  | 26 jan 2003 | Palomar          | NEAT               | —         | MPC                           |
| 196204     | 2003 BQ12  | 26 jan 2003 | Anderson Mesa    | LONEOS             | —         | MPC                           |
| 196205     | 2003 BQ15  | 26 jan 2003 | Anderson Mesa    | LONEOS             | —         | MPC                           |
| 196206     | 2003 BM17  | 26 jan 2003 | Haleakalā        | NEAT               | —         | MPC                           |
| 196207     | 2003 BC19  | 27 jan 2003 | Palomar          | NEAT               | —         | MPC                           |
| 196208     | 2003 BG20  | 27 jan 2003 | Anderson Mesa    | LONEOS             | —         | MPC                           |
| 196209     | 2003 BY21  | 27 jan 2003 | Socorro          | LINEAR             | —         | MPC                           |
| 196210     | 2003 BM25  | 25 jan 2003 | Palomar          | NEAT               | —         | MPC                           |
| 196211     | 2003 BT30  | 27 jan 2003 | Socorro          | LINEAR             | —         | MPC                           |
| 196212     | 2003 BV31  | 27 jan 2003 | Socorro          | LINEAR             | —         | MPC                           |
| 196213     | 2003 BL32  | 27 jan 2003 | Socorro          | LINEAR             | —         | MPC                           |
| 196214     | 2003 BD37  | 28 jan 2003 | Kitt Peak        | Spacewatch         | —         | MPC                           |
| 196215     | 2003 BG38  | 27 jan 2003 | Anderson Mesa    | LONEOS             | —         | MPC                           |
| 196216     | 2003 BA42  | 27 jan 2003 | Socorro          | LINEAR             | —         | MPC                           |
| 196217     | 2003 BR42  | 29 jan 2003 | Palomar          | NEAT               | —         | MPC                           |
| 196218     | 2003 BH44  | 27 jan 2003 | Socorro          | LINEAR             | —         | MPC                           |
| 196219     | 2003 BF46  | 27 jan 2003 | Socorro          | LINEAR             | —         | MPC                           |
| 196220     | 2003 BK51  | 27 jan 2003 | Socorro          | LINEAR             | —         | MPC                           |
| 196221     | 2003 BM52  | 27 jan 2003 | Socorro          | LINEAR             | —         | MPC                           |
| 196222     | 2003 BW52  | 27 jan 2003 | Anderson Mesa    | LONEOS             | —         | MPC                           |
| 196223     | 2003 BO53  | 27 jan 2003 | Socorro          | LINEAR             | —         | MPC                           |
| 196224     | 2003 BA55  | 27 jan 2003 | Haleakalā        | NEAT               | —         | MPC                           |
| 196225     | 2003 BD57  | 27 jan 2003 | Socorro          | LINEAR             | —         | MPC                           |
| 196226     | 2003 BS61  | 28 jan 2003 | Socorro          | LINEAR             | —         | MPC                           |
| 196227     | 2003 BR63  | 28 jan 2003 | Palomar          | NEAT               | —         | MPC                           |
| 196228     | 2003 BM64  | 29 jan 2003 | Palomar          | NEAT               | —         | MPC                           |
| 196229     | 2003 BC67  | 30 jan 2003 | Haleakalā        | NEAT               | —         | MPC                           |
| 196230     | 2003 BO80  | 31 jan 2003 | Socorro          | LINEAR             | —         | MPC                           |
| 196231     | 2003 BL82  | 31 jan 2003 | Socorro          | LINEAR             | —         | MPC                           |
| 196232     | 2003 BN84  | 30 jan 2003 | Anderson Mesa    | LONEOS             | —         | MPC                           |
| 196233     | 2003 BC92  | 25 jan 2003 | Kitt Peak        | Spacewatch         | —         | MPC                           |
| 196234     | 2003 CH2   | 1 fev 2003  | Socorro          | LINEAR             | —         | MPC                           |
| 196235     | 2003 CJ2   | 1 fev 2003  | Socorro          | LINEAR             | —         | MPC                           |
| 196236     | 2003 CV2   | 2 fev 2003  | Socorro          | LINEAR             | —         | MPC                           |
| 196237     | 2003 CL10  | 2 fev 2003  | Socorro          | LINEAR             | —         | MPC                           |
| 196238     | 2003 CY10  | 3 fev 2003  | Anderson Mesa    | LONEOS             | —         | MPC                           |
| 196239     | 2003 CZ17  | 7 fev 2003  | Desert Eagle     | W. K. Y. Yeung     | —         | MPC                           |
| 196240     | 2003 CH18  | 8 fev 2003  | Socorro          | LINEAR             | —         | MPC                           |
| 196241     | 2003 CT19  | 8 fev 2003  | Socorro          | LINEAR             | —         | MPC                           |
| 196242     | 2003 CV21  | 3 fev 2003  | Socorro          | LINEAR             | —         | MPC                           |
| 196243     | 2003 DS2   | 22 fev 2003 | Desert Eagle     | W. K. Y. Yeung     | —         | MPC                           |
| 196244     | 2003 DH8   | 22 fev 2003 | Palomar          | NEAT               | —         | MPC                           |
| 196245     | 2003 DB9   | 24 fev 2003 | Campo Imperatore | CINEOS             | —         | MPC                           |
| 196246     | 2003 DL9   | 24 fev 2003 | Campo Imperatore | CINEOS             | —         | MPC                           |
| 196247     | 2003 DP9   | 25 fev 2003 | Campo Imperatore | CINEOS             | —         | MPC                           |
| 196248     | 2003 DX13  | 26 fev 2003 | Haleakalā        | NEAT               | —         | MPC                           |
| 196249     | 2003 DA14  | 26 fev 2003 | Haleakala        | NEAT               | —         | MPC                           |
| 196250     | 2003 DN17  | 22 fev 2003 | Goodricke-Pigott | J. W. Kessel       | —         | MPC                           |
| 196251     | 2003 DL21  | 23 fev 2003 | Anderson Mesa    | LONEOS             | —         | MPC                           |
| 196252     | 2003 DY23  | 23 fev 2003 | Anderson Mesa    | LONEOS             | —         | MPC                           |
| 196253     | 2003 DC24  | 22 fev 2003 | Palomar          | NEAT               | —         | MPC                           |
| 196254     | 2003 DU24  | 23 fev 2003 | Kitt Peak        | Spacewatch         | —         | MPC                           |
| 196255     | 2003 EZ    | 5 mar 2003  | Socorro          | LINEAR             | —         | MPC                           |
| 196256     | 2003 EH1   | 6 mar 2003  | Anderson Mesa    | LONEOS             | —         | MPC                           |
| 196257     | 2003 EM3   | 6 mar 2003  | Socorro          | LINEAR             | —         | MPC                           |
| 196258     | 2003 EM5   | 5 mar 2003  | Socorro          | LINEAR             | —         | MPC                           |
| 196259     | 2003 ED6   | 6 mar 2003  | Anderson Mesa    | LONEOS             | —         | MPC                           |
| 196260     | 2003 EE7   | 6 mar 2003  | Anderson Mesa    | LONEOS             | —         | MPC                           |
| 196261     | 2003 EQ9   | 6 mar 2003  | Anderson Mesa    | LONEOS             | —         | MPC                           |
| 196262     | 2003 EK10  | 6 mar 2003  | Socorro          | LINEAR             | —         | MPC                           |
| 196263     | 2003 EW10  | 6 mar 2003  | Socorro          | LINEAR             | —         | MPC                           |
| 196264     | 2003 EE11  | 6 mar 2003  | Socorro          | LINEAR             | —         | MPC                           |
| 196265     | 2003 EF11  | 6 mar 2003  | Socorro          | LINEAR             | —         | MPC                           |
| 196266     | 2003 EC12  | 6 mar 2003  | Socorro          | LINEAR             | —         | MPC                           |
| 196267     | 2003 EF12  | 6 mar 2003  | Socorro          | LINEAR             | —         | MPC                           |
| 196268     | 2003 ES15  | 7 mar 2003  | Socorro          | LINEAR             | —         | MPC                           |
| 196269     | 2003 EG17  | 5 mar 2003  | Socorro          | LINEAR             | —         | MPC                           |
| 196270     | 2003 EK19  | 6 mar 2003  | Anderson Mesa    | LONEOS             | —         | MPC                           |
| 196271     | 2003 ED20  | 6 mar 2003  | Anderson Mesa    | LONEOS             | —         | MPC                           |
| 196272     | 2003 EE21  | 6 mar 2003  | Anderson Mesa    | LONEOS             | —         | MPC                           |
| 196273     | 2003 EC22  | 6 mar 2003  | Socorro          | LINEAR             | —         | MPC                           |
| 196274     | 2003 ET22  | 6 mar 2003  | Socorro          | LINEAR             | —         | MPC                           |
| 196275     | 2003 EJ23  | 6 mar 2003  | Socorro          | LINEAR             | —         | MPC                           |
| 196276     | 2003 EP24  | 6 mar 2003  | Socorro          | LINEAR             | —         | MPC                           |
| 196277     | 2003 EH26  | 6 mar 2003  | Anderson Mesa    | LONEOS             | —         | MPC                           |
| 196278     | 2003 ES26  | 6 mar 2003  | Anderson Mesa    | LONEOS             | —         | MPC                           |
| 196279     | 2003 ET28  | 6 mar 2003  | Socorro          | LINEAR             | —         | MPC                           |
| 196280     | 2003 EL29  | 6 mar 2003  | Socorro          | LINEAR             | —         | MPC                           |
| 196281     | 2003 EM29  | 6 mar 2003  | Socorro          | LINEAR             | —         | MPC                           |
| 196282     | 2003 EX31  | 7 mar 2003  | Socorro          | LINEAR             | —         | MPC                           |
| 196283     | 2003 ES33  | 7 mar 2003  | Anderson Mesa    | LONEOS             | —         | MPC                           |
| 196284     | 2003 EO36  | 7 mar 2003  | Anderson Mesa    | LONEOS             | Mitidika  | MPC                           |
| 196285     | 2003 ET41  | 6 mar 2003  | Socorro          | LINEAR             | —         | MPC                           |
| 196286     | 2003 ED45  | 7 mar 2003  | Socorro          | LINEAR             | —         | MPC                           |
| 196287     | 2003 EQ45  | 7 mar 2003  | Socorro          | LINEAR             | —         | MPC                           |
| 196288     | 2003 EU48  | 9 mar 2003  | Socorro          | LINEAR             | —         | MPC                           |
| 196289     | 2003 EZ48  | 9 mar 2003  | Socorro          | LINEAR             | —         | MPC                           |
| 196290     | 2003 EP49  | 10 mar 2003 | Anderson Mesa    | LONEOS             | —         | MPC                           |
| 196291     | 2003 EP50  | 9 mar 2003  | Socorro          | LINEAR             | —         | MPC                           |
| 196292     | 2003 ES52  | 8 mar 2003  | Socorro          | LINEAR             | —         | MPC                           |
| 196293     | 2003 EV58  | 11 mar 2003 | Palomar          | NEAT               | —         | MPC                           |
| 196294     | 2003 ER59  | 12 mar 2003 | Palomar          | NEAT               | —         | MPC                           |
| 196295     | 2003 EP61  | 6 mar 2003  | Anderson Mesa    | LONEOS             | —         | MPC                           |
| 196296     | 2003 EY61  | 12 mar 2003 | Kitt Peak        | Spacewatch         | —         | MPC                           |
| 196297     | 2003 FA    | 21 mar 2003 | Wrightwood       | J. W. Young        | —         | MPC                           |
| 196298     | 2003 FQ    | 22 mar 2003 | Kleť             | J. Tichá, M. Tichý | —         | MPC                           |
| 196299     | 2003 FN1   | 24 mar 2003 | Haleakalā        | NEAT               | —         | MPC                           |
| 196300     | 2003 FW3   | 23 mar 2003 | Haleakala        | NEAT               | —         | MPC                           |

## 196301–196400
| Designação | Designação | Descoberta  | Descoberta       | Descobridor(es) | Categoria | Mais informações / Referência |
| Permanente | Provisória | Data        | Local            | Descobridor(es) | Categoria | Mais informações / Referência |
| ---------- | ---------- | ----------- | ---------------- | --------------- | --------- | ----------------------------- |
| 196301     | 2003 FG6   | 27 mar 2003 | Campo Imperatore | CINEOS          | —         | MPC                           |
| 196302     | 2003 FJ10  | 23 mar 2003 | Kitt Peak        | Spacewatch      | —         | MPC                           |
| 196303     | 2003 FG12  | 24 mar 2003 | Kitt Peak        | Spacewatch      | —         | MPC                           |
| 196304     | 2003 FY14  | 23 mar 2003 | Catalina         | CSS             | —         | MPC                           |
| 196305     | 2003 FN15  | 23 mar 2003 | Kitt Peak        | Spacewatch      | —         | MPC                           |
| 196306     | 2003 FT16  | 23 mar 2003 | Haleakalā        | NEAT            | —         | MPC                           |
| 196307     | 2003 FL19  | 25 mar 2003 | Palomar          | NEAT            | —         | MPC                           |
| 196308     | 2003 FX23  | 23 mar 2003 | Kitt Peak        | Spacewatch      | Mitidika  | MPC                           |
| 196309     | 2003 FD24  | 23 mar 2003 | Kitt Peak        | Spacewatch      | Chloris   | MPC                           |
| 196310     | 2003 FO24  | 23 mar 2003 | Haleakalā        | NEAT            | —         | MPC                           |
| 196311     | 2003 FV28  | 24 mar 2003 | Haleakala        | NEAT            | —         | MPC                           |
| 196312     | 2003 FB29  | 24 mar 2003 | Haleakala        | NEAT            | —         | MPC                           |
| 196313     | 2003 FF31  | 23 mar 2003 | Palomar          | NEAT            | —         | MPC                           |
| 196314     | 2003 FF34  | 23 mar 2003 | Kitt Peak        | Spacewatch      | Chloris   | MPC                           |
| 196315     | 2003 FR34  | 23 mar 2003 | Kitt Peak        | Spacewatch      | —         | MPC                           |
| 196316     | 2003 FZ34  | 23 mar 2003 | Kitt Peak        | Spacewatch      | Vesta     | MPC                           |
| 196317     | 2003 FR37  | 23 mar 2003 | Kitt Peak        | Spacewatch      | —         | MPC                           |
| 196318     | 2003 FZ37  | 23 mar 2003 | Kitt Peak        | Spacewatch      | Vesta     | MPC                           |
| 196319     | 2003 FB39  | 23 mar 2003 | Haleakalā        | NEAT            | —         | MPC                           |
| 196320     | 2003 FE40  | 24 mar 2003 | Kitt Peak        | Spacewatch      | —         | MPC                           |
| 196321     | 2003 FU41  | 25 mar 2003 | Haleakalā        | NEAT            | —         | MPC                           |
| 196322     | 2003 FY41  | 26 mar 2003 | Kitt Peak        | Spacewatch      | —         | MPC                           |
| 196323     | 2003 FT42  | 23 mar 2003 | Kitt Peak        | Spacewatch      | —         | MPC                           |
| 196324     | 2003 FV43  | 23 mar 2003 | Kitt Peak        | Spacewatch      | —         | MPC                           |
| 196325     | 2003 FL47  | 24 mar 2003 | Kitt Peak        | Spacewatch      | Mitidika  | MPC                           |
| 196326     | 2003 FM49  | 24 mar 2003 | Haleakalā        | NEAT            | —         | MPC                           |
| 196327     | 2003 FE51  | 25 mar 2003 | Palomar          | NEAT            | —         | MPC                           |
| 196328     | 2003 FB54  | 25 mar 2003 | Haleakalā        | NEAT            | —         | MPC                           |
| 196329     | 2003 FW54  | 25 mar 2003 | Haleakala        | NEAT            | —         | MPC                           |
| 196330     | 2003 FN55  | 26 mar 2003 | Palomar          | NEAT            | —         | MPC                           |
| 196331     | 2003 FY56  | 26 mar 2003 | Palomar          | NEAT            | Mitidika  | MPC                           |
| 196332     | 2003 FM58  | 26 mar 2003 | Palomar          | NEAT            | —         | MPC                           |
| 196333     | 2003 FS60  | 26 mar 2003 | Palomar          | NEAT            | —         | MPC                           |
| 196334     | 2003 FM64  | 26 mar 2003 | Palomar          | NEAT            | —         | MPC                           |
| 196335     | 2003 FH68  | 26 mar 2003 | Palomar          | NEAT            | —         | MPC                           |
| 196336     | 2003 FN71  | 26 mar 2003 | Kitt Peak        | Spacewatch      | —         | MPC                           |
| 196337     | 2003 FG73  | 26 mar 2003 | Haleakalā        | NEAT            | —         | MPC                           |
| 196338     | 2003 FB74  | 26 mar 2003 | Haleakala        | NEAT            | —         | MPC                           |
| 196339     | 2003 FM76  | 27 mar 2003 | Palomar          | NEAT            | —         | MPC                           |
| 196340     | 2003 FH78  | 27 mar 2003 | Kitt Peak        | Spacewatch      | —         | MPC                           |
| 196341     | 2003 FV78  | 27 mar 2003 | Kitt Peak        | Spacewatch      | —         | MPC                           |
| 196342     | 2003 FP79  | 27 mar 2003 | Socorro          | LINEAR          | —         | MPC                           |
| 196343     | 2003 FA83  | 27 mar 2003 | Palomar          | NEAT            | —         | MPC                           |
| 196344     | 2003 FJ83  | 27 mar 2003 | Palomar          | NEAT            | —         | MPC                           |
| 196345     | 2003 FB84  | 28 mar 2003 | Kitt Peak        | Spacewatch      | —         | MPC                           |
| 196346     | 2003 FU88  | 28 mar 2003 | Anderson Mesa    | LONEOS          | —         | MPC                           |
| 196347     | 2003 FA89  | 29 mar 2003 | Anderson Mesa    | LONEOS          | —         | MPC                           |
| 196348     | 2003 FS89  | 29 mar 2003 | Anderson Mesa    | LONEOS          | —         | MPC                           |
| 196349     | 2003 FC90  | 29 mar 2003 | Anderson Mesa    | LONEOS          | —         | MPC                           |
| 196350     | 2003 FM90  | 29 mar 2003 | Anderson Mesa    | LONEOS          | —         | MPC                           |
| 196351     | 2003 FC91  | 29 mar 2003 | Anderson Mesa    | LONEOS          | —         | MPC                           |
| 196352     | 2003 FG96  | 30 mar 2003 | Socorro          | LINEAR          | —         | MPC                           |
| 196353     | 2003 FC101 | 31 mar 2003 | Anderson Mesa    | LONEOS          | —         | MPC                           |
| 196354     | 2003 FL102 | 31 mar 2003 | Kitt Peak        | Spacewatch      | —         | MPC                           |
| 196355     | 2003 FB103 | 31 mar 2003 | Kitt Peak        | Spacewatch      | —         | MPC                           |
| 196356     | 2003 FV103 | 24 mar 2003 | Kitt Peak        | Spacewatch      | —         | MPC                           |
| 196357     | 2003 FD104 | 25 mar 2003 | Haleakalā        | NEAT            | —         | MPC                           |
| 196358     | 2003 FT104 | 25 mar 2003 | Haleakala        | NEAT            | Chloris   | MPC                           |
| 196359     | 2003 FE105 | 26 mar 2003 | Kitt Peak        | Spacewatch      | —         | MPC                           |
| 196360     | 2003 FR106 | 27 mar 2003 | Anderson Mesa    | LONEOS          | —         | MPC                           |
| 196361     | 2003 FS106 | 27 mar 2003 | Anderson Mesa    | LONEOS          | —         | MPC                           |
| 196362     | 2003 FT108 | 31 mar 2003 | Anderson Mesa    | LONEOS          | —         | MPC                           |
| 196363     | 2003 FA109 | 31 mar 2003 | Anderson Mesa    | LONEOS          | —         | MPC                           |
| 196364     | 2003 FX110 | 30 mar 2003 | Kitt Peak        | Spacewatch      | Vesta     | MPC                           |
| 196365     | 2003 FX113 | 31 mar 2003 | Socorro          | LINEAR          | —         | MPC                           |
| 196366     | 2003 FY113 | 31 mar 2003 | Socorro          | LINEAR          | —         | MPC                           |
| 196367     | 2003 FA114 | 31 mar 2003 | Socorro          | LINEAR          | —         | MPC                           |
| 196368     | 2003 FO114 | 31 mar 2003 | Socorro          | LINEAR          | —         | MPC                           |
| 196369     | 2003 FY115 | 31 mar 2003 | Socorro          | LINEAR          | —         | MPC                           |
| 196370     | 2003 FL117 | 25 mar 2003 | Palomar          | NEAT            | —         | MPC                           |
| 196371     | 2003 FA118 | 25 mar 2003 | Palomar          | NEAT            | —         | MPC                           |
| 196372     | 2003 FH119 | 26 mar 2003 | Anderson Mesa    | LONEOS          | Mitidika  | MPC                           |
| 196373     | 2003 FO127 | 27 mar 2003 | Palomar          | NEAT            | —         | MPC                           |
| 196374     | 2003 FO130 | 25 mar 2003 | Palomar          | NEAT            | —         | MPC                           |
| 196375     | 2003 FR131 | 27 mar 2003 | Kitt Peak        | Spacewatch      | —         | MPC                           |
| 196376     | 2003 GM1   | 1 abr 2003  | Socorro          | LINEAR          | —         | MPC                           |
| 196377     | 2003 GM2   | 1 abr 2003  | Socorro          | LINEAR          | —         | MPC                           |
| 196378     | 2003 GU2   | 1 abr 2003  | Palomar          | NEAT            | —         | MPC                           |
| 196379     | 2003 GE3   | 1 abr 2003  | Socorro          | LINEAR          | —         | MPC                           |
| 196380     | 2003 GM3   | 1 abr 2003  | Socorro          | LINEAR          | —         | MPC                           |
| 196381     | 2003 GZ3   | 1 abr 2003  | Socorro          | LINEAR          | —         | MPC                           |
| 196382     | 2003 GZ4   | 1 abr 2003  | Socorro          | LINEAR          | —         | MPC                           |
| 196383     | 2003 GC5   | 1 abr 2003  | Socorro          | LINEAR          | —         | MPC                           |
| 196384     | 2003 GW5   | 1 abr 2003  | Socorro          | LINEAR          | —         | MPC                           |
| 196385     | 2003 GM6   | 2 abr 2003  | Socorro          | LINEAR          | —         | MPC                           |
| 196386     | 2003 GR6   | 2 abr 2003  | Haleakalā        | NEAT            | —         | MPC                           |
| 196387     | 2003 GU6   | 2 abr 2003  | Haleakala        | NEAT            | —         | MPC                           |
| 196388     | 2003 GS8   | 1 abr 2003  | Socorro          | LINEAR          | —         | MPC                           |
| 196389     | 2003 GG11  | 3 abr 2003  | Anderson Mesa    | LONEOS          | —         | MPC                           |
| 196390     | 2003 GZ12  | 1 abr 2003  | Socorro          | LINEAR          | —         | MPC                           |
| 196391     | 2003 GQ19  | 4 abr 2003  | Kitt Peak        | Spacewatch      | Mitidika  | MPC                           |
| 196392     | 2003 GX22  | 3 abr 2003  | Anderson Mesa    | LONEOS          | —         | MPC                           |
| 196393     | 2003 GD23  | 4 abr 2003  | Socorro          | LINEAR          | —         | MPC                           |
| 196394     | 2003 GL23  | 4 abr 2003  | Anderson Mesa    | LONEOS          | —         | MPC                           |
| 196395     | 2003 GE24  | 5 abr 2003  | Kitt Peak        | Spacewatch      | Mitidika  | MPC                           |
| 196396     | 2003 GH24  | 7 abr 2003  | Kitt Peak        | Spacewatch      | —         | MPC                           |
| 196397     | 2003 GS25  | 4 abr 2003  | Kitt Peak        | Spacewatch      | —         | MPC                           |
| 196398     | 2003 GW27  | 7 abr 2003  | Socorro          | LINEAR          | —         | MPC                           |
| 196399     | 2003 GE32  | 8 abr 2003  | Socorro          | LINEAR          | —         | MPC                           |
| 196400     | 2003 GM32  | 8 abr 2003  | Socorro          | LINEAR          | —         | MPC                           |

## 196401–196500
| Designação          | Designação | Descoberta  | Descoberta       | Descobridor(es)              | Categoria | Mais informações / Referência |
| Permanente          | Provisória | Data        | Local            | Descobridor(es)              | Categoria | Mais informações / Referência |
| ------------------- | ---------- | ----------- | ---------------- | ---------------------------- | --------- | ----------------------------- |
| 196401              | 2003 GM33  | 3 abr 2003  | Cerro Tololo     | DLS                          | —         | MPC                           |
| 196402              | 2003 GN34  | 7 abr 2003  | Socorro          | LINEAR                       | —         | MPC                           |
| 196403              | 2003 GW34  | 7 abr 2003  | Kvistaberg       | UDAS                         | —         | MPC                           |
| 196404              | 2003 GO37  | 7 abr 2003  | Socorro          | LINEAR                       | —         | MPC                           |
| 196405              | 2003 GX37  | 8 abr 2003  | Socorro          | LINEAR                       | —         | MPC                           |
| 196406              | 2003 GF42  | 4 abr 2003  | Goodricke-Pigott | J. W. Kessel                 | —         | MPC                           |
| 196407              | 2003 GM46  | 8 abr 2003  | Palomar          | NEAT                         | —         | MPC                           |
| 196408              | 2003 GW47  | 8 abr 2003  | Socorro          | LINEAR                       | Vesta     | MPC                           |
| 196409              | 2003 GN48  | 9 abr 2003  | Palomar          | NEAT                         | —         | MPC                           |
| 196410              | 2003 GN49  | 10 abr 2003 | Kitt Peak        | Spacewatch                   | —         | MPC                           |
| 196411 Umurhan      | 2003 GW51  | 1 abr 2003  | Kitt Peak        | M. W. Buie                   | —         | MPC                           |
| 196412              | 2003 GK54  | 1 abr 2003  | Goodricke-Pigott | R. A. Tucker                 | —         | MPC                           |
| 196413              | 2003 GS54  | 3 abr 2003  | Anderson Mesa    | LONEOS                       | —         | MPC                           |
| 196414              | 2003 GS55  | 5 abr 2003  | Kitt Peak        | Spacewatch                   | —         | MPC                           |
| 196415              | 2003 HE    | 21 abr 2003 | Siding Spring    | R. H. McNaught               | —         | MPC                           |
| 196416              | 2003 HP1   | 23 abr 2003 | Campo Imperatore | CINEOS                       | —         | MPC                           |
| 196417              | 2003 HP2   | 21 abr 2003 | Catalina         | CSS                          | —         | MPC                           |
| 196418              | 2003 HX5   | 24 abr 2003 | Haleakalā        | NEAT                         | —         | MPC                           |
| 196419              | 2003 HF9   | 24 abr 2003 | Anderson Mesa    | LONEOS                       | —         | MPC                           |
| 196420              | 2003 HO9   | 24 abr 2003 | Anderson Mesa    | LONEOS                       | —         | MPC                           |
| 196421              | 2003 HS9   | 25 abr 2003 | Kitt Peak        | Spacewatch                   | Mitidika  | MPC                           |
| 196422              | 2003 HF11  | 26 abr 2003 | Kitt Peak        | Spacewatch                   | —         | MPC                           |
| 196423              | 2003 HL12  | 26 abr 2003 | Kitt Peak        | Spacewatch                   | —         | MPC                           |
| 196424              | 2003 HJ14  | 26 abr 2003 | Socorro          | LINEAR                       | —         | MPC                           |
| 196425              | 2003 HA20  | 26 abr 2003 | Haleakalā        | NEAT                         | —         | MPC                           |
| 196426              | 2003 HB20  | 26 abr 2003 | Haleakala        | NEAT                         | —         | MPC                           |
| 196427              | 2003 HG20  | 26 abr 2003 | Haleakala        | NEAT                         | —         | MPC                           |
| 196428              | 2003 HJ20  | 24 abr 2003 | Anderson Mesa    | LONEOS                       | —         | MPC                           |
| 196429              | 2003 HS20  | 24 abr 2003 | Anderson Mesa    | LONEOS                       | Mitidika  | MPC                           |
| 196430              | 2003 HE21  | 25 abr 2003 | Anderson Mesa    | LONEOS                       | Phocaea   | MPC                           |
| 196431              | 2003 HB22  | 27 abr 2003 | Anderson Mesa    | LONEOS                       | —         | MPC                           |
| 196432              | 2003 HA28  | 26 abr 2003 | Kitt Peak        | Spacewatch                   | —         | MPC                           |
| 196433              | 2003 HO28  | 26 abr 2003 | Haleakalā        | NEAT                         | —         | MPC                           |
| 196434              | 2003 HW29  | 28 abr 2003 | Anderson Mesa    | LONEOS                       | —         | MPC                           |
| 196435              | 2003 HD30  | 28 abr 2003 | Anderson Mesa    | LONEOS                       | —         | MPC                           |
| 196436              | 2003 HL30  | 28 abr 2003 | Socorro          | LINEAR                       | —         | MPC                           |
| 196437              | 2003 HU31  | 28 abr 2003 | Socorro          | LINEAR                       | —         | MPC                           |
| 196438              | 2003 HM33  | 26 abr 2003 | Kitt Peak        | Spacewatch                   | Mitidika  | MPC                           |
| 196439              | 2003 HU33  | 28 abr 2003 | Anderson Mesa    | LONEOS                       | —         | MPC                           |
| 196440              | 2003 HQ35  | 27 abr 2003 | Anderson Mesa    | LONEOS                       | Vesta     | MPC                           |
| 196441              | 2003 HL36  | 29 abr 2003 | Kitt Peak        | Spacewatch                   | —         | MPC                           |
| 196442              | 2003 HF37  | 26 abr 2003 | Haleakalā        | NEAT                         | —         | MPC                           |
| 196443              | 2003 HK37  | 26 abr 2003 | Haleakala        | NEAT                         | —         | MPC                           |
| 196444              | 2003 HQ37  | 28 abr 2003 | Anderson Mesa    | LONEOS                       | —         | MPC                           |
| 196445              | 2003 HW37  | 28 abr 2003 | Anderson Mesa    | LONEOS                       | —         | MPC                           |
| 196446              | 2003 HP39  | 29 abr 2003 | Socorro          | LINEAR                       | —         | MPC                           |
| 196447              | 2003 HO43  | 29 abr 2003 | Kitt Peak        | Spacewatch                   | —         | MPC                           |
| 196448              | 2003 HH44  | 27 abr 2003 | Anderson Mesa    | LONEOS                       | —         | MPC                           |
| 196449              | 2003 HB47  | 28 abr 2003 | Socorro          | LINEAR                       | —         | MPC                           |
| 196450              | 2003 HH47  | 28 abr 2003 | Socorro          | LINEAR                       | —         | MPC                           |
| 196451              | 2003 HO47  | 29 abr 2003 | Anderson Mesa    | LONEOS                       | Mitidika  | MPC                           |
| 196452              | 2003 HO48  | 30 abr 2003 | Socorro          | LINEAR                       | —         | MPC                           |
| 196453              | 2003 HC49  | 30 abr 2003 | Socorro          | LINEAR                       | —         | MPC                           |
| 196454              | 2003 HF50  | 28 abr 2003 | Socorro          | LINEAR                       | —         | MPC                           |
| 196455              | 2003 HG50  | 30 abr 2003 | Kitt Peak        | Spacewatch                   | —         | MPC                           |
| 196456              | 2003 HJ51  | 29 abr 2003 | Kitt Peak        | Spacewatch                   | —         | MPC                           |
| 196457              | 2003 HG52  | 30 abr 2003 | Kitt Peak        | Spacewatch                   | —         | MPC                           |
| 196458              | 2003 HS52  | 29 abr 2003 | Anderson Mesa    | LONEOS                       | —         | MPC                           |
| 196459              | 2003 HV52  | 29 abr 2003 | Anderson Mesa    | LONEOS                       | Mitidika  | MPC                           |
| 196460              | 2003 HF53  | 30 abr 2003 | Reedy Creek      | J. Broughton                 | —         | MPC                           |
| 196461              | 2003 HV53  | 21 abr 2003 | Kitt Peak        | Spacewatch                   | —         | MPC                           |
| 196462              | 2003 HQ54  | 24 abr 2003 | Anderson Mesa    | LONEOS                       | Mitidika  | MPC                           |
| 196463              | 2003 HV57  | 25 abr 2003 | Kitt Peak        | Spacewatch                   | —         | MPC                           |
| 196464              | 2003 HH58  | 26 abr 2003 | Kitt Peak        | Spacewatch                   | —         | MPC                           |
| 196465              | 2003 JG5   | 1 mai 2003  | Socorro          | LINEAR                       | —         | MPC                           |
| 196466              | 2003 JB7   | 1 mai 2003  | Socorro          | LINEAR                       | —         | MPC                           |
| 196467              | 2003 JX8   | 2 mai 2003  | Kitt Peak        | Spacewatch                   | —         | MPC                           |
| 196468              | 2003 JH9   | 2 mai 2003  | Kitt Peak        | Spacewatch                   | —         | MPC                           |
| 196469              | 2003 JN9   | 2 mai 2003  | Socorro          | LINEAR                       | —         | MPC                           |
| 196470              | 2003 JJ10  | 2 mai 2003  | Socorro          | LINEAR                       | —         | MPC                           |
| 196471              | 2003 JH11  | 3 mai 2003  | Kitt Peak        | Spacewatch                   | —         | MPC                           |
| 196472              | 2003 JY11  | 5 mai 2003  | Kitt Peak        | Spacewatch                   | Mitidika  | MPC                           |
| 196473              | 2003 JD12  | 5 mai 2003  | Socorro          | LINEAR                       | —         | MPC                           |
| 196474              | 2003 JX13  | 5 mai 2003  | Socorro          | LINEAR                       | —         | MPC                           |
| 196475              | 2003 JV15  | 6 mai 2003  | Kitt Peak        | Spacewatch                   | —         | MPC                           |
| 196476 Humfernandez | 2003 JU17  | 2 mai 2003  | Mérida           | I. R. Ferrín, C. Leal        | —         | MPC                           |
| 196477              | 2003 JB18  | 2 mai 2003  | Kitt Peak        | Spacewatch                   | —         | MPC                           |
| 196478              | 2003 KC    | 20 mai 2003 | Nogales          | M. Schwartz, P. R. Holvorcem | —         | MPC                           |
| 196479              | 2003 KU    | 21 mai 2003 | Reedy Creek      | J. Broughton                 | —         | MPC                           |
| 196480              | 2003 KF1   | 22 mai 2003 | Kitt Peak        | Spacewatch                   | —         | MPC                           |
| 196481 VATT         | 2003 KS2   | 23 mai 2003 | Mount Graham     | W. H. Ryan, C. T. Martinez   | —         | MPC                           |
| 196482              | 2003 KW3   | 23 mai 2003 | Reedy Creek      | J. Broughton                 | —         | MPC                           |
| 196483              | 2003 KV6   | 25 mai 2003 | Kitt Peak        | Spacewatch                   | —         | MPC                           |
| 196484              | 2003 KK9   | 24 mai 2003 | Reedy Creek      | J. Broughton                 | —         | MPC                           |
| 196485              | 2003 KG10  | 25 mai 2003 | Kitt Peak        | Spacewatch                   | —         | MPC                           |
| 196486              | 2003 KZ11  | 27 mai 2003 | Anderson Mesa    | LONEOS                       | —         | MPC                           |
| 196487              | 2003 KA12  | 27 mai 2003 | Anderson Mesa    | LONEOS                       | —         | MPC                           |
| 196488              | 2003 KM12  | 26 mai 2003 | Kitt Peak        | Spacewatch                   | Vesta     | MPC                           |
| 196489              | 2003 KC14  | 28 mai 2003 | Socorro          | LINEAR                       | —         | MPC                           |
| 196490              | 2003 KB17  | 26 mai 2003 | Kitt Peak        | Spacewatch                   | —         | MPC                           |
| 196491              | 2003 KJ17  | 26 mai 2003 | Haleakalā        | NEAT                         | —         | MPC                           |
| 196492              | 2003 KX19  | 30 mai 2003 | Socorro          | LINEAR                       | —         | MPC                           |
| 196493              | 2003 KB20  | 30 mai 2003 | Socorro          | LINEAR                       | —         | MPC                           |
| 196494              | 2003 KF33  | 27 mai 2003 | Kitt Peak        | Spacewatch                   | —         | MPC                           |
| 196495              | 2003 LJ1   | 1 jun 2003  | Kitt Peak        | Spacewatch                   | —         | MPC                           |
| 196496              | 2003 LB3   | 1 jun 2003  | Kitt Peak        | Spacewatch                   | —         | MPC                           |
| 196497              | 2003 LZ3   | 5 jun 2003  | Reedy Creek      | J. Broughton                 | —         | MPC                           |
| 196498              | 2003 LY5   | 2 jun 2003  | Kitt Peak        | Spacewatch                   | Phocaea   | MPC                           |
| 196499              | 2003 LV6   | 4 jun 2003  | Goodricke-Pigott | J. W. Kessel                 | —         | MPC                           |
| 196500              | 2003 LW6   | 7 jun 2003  | Reedy Creek      | J. Broughton                 | —         | MPC                           |

## 196501–196600
| Designação      | Designação | Descoberta  | Descoberta       | Descobridor(es)            | Categoria | Mais informações / Referência |
| Permanente      | Provisória | Data        | Local            | Descobridor(es)            | Categoria | Mais informações / Referência |
| --------------- | ---------- | ----------- | ---------------- | -------------------------- | --------- | ----------------------------- |
| 196501          | 2003 LX6   | 7 jun 2003  | Reedy Creek      | J. Broughton               | —         | MPC                           |
| 196502          | 2003 MA1   | 22 jun 2003 | Anderson Mesa    | LONEOS                     | —         | MPC                           |
| 196503          | 2003 MX6   | 27 jun 2003 | Haleakalā        | NEAT                       | —         | MPC                           |
| 196504          | 2003 MT8   | 28 jun 2003 | Socorro          | LINEAR                     | —         | MPC                           |
| 196505          | 2003 MD9   | 29 jun 2003 | Socorro          | LINEAR                     | —         | MPC                           |
| 196506          | 2003 MW11  | 27 jun 2003 | Nogales          | Tenagra II Obs.            | —         | MPC                           |
| 196507          | 2003 MN12  | 29 jun 2003 | Socorro          | LINEAR                     | —         | MPC                           |
| 196508          | 2003 MY12  | 22 jun 2003 | Anderson Mesa    | LONEOS                     | —         | MPC                           |
| 196509          | 2003 MA13  | 25 jun 2003 | Socorro          | LINEAR                     | —         | MPC                           |
| 196510          | 2003 NR1   | 2 jul 2003  | Socorro          | LINEAR                     | —         | MPC                           |
| 196511          | 2003 NS2   | 1 jul 2003  | Socorro          | LINEAR                     | —         | MPC                           |
| 196512          | 2003 NZ2   | 2 jul 2003  | Socorro          | LINEAR                     | —         | MPC                           |
| 196513          | 2003 NA5   | 4 jul 2003  | Reedy Creek      | J. Broughton               | —         | MPC                           |
| 196514          | 2003 NQ5   | 4 jul 2003  | Haleakalā        | NEAT                       | —         | MPC                           |
| 196515          | 2003 NP11  | 3 jul 2003  | Kitt Peak        | Spacewatch                 | —         | MPC                           |
| 196516          | 2003 OJ    | 18 jul 2003 | Siding Spring    | R. H. McNaught             | —         | MPC                           |
| 196517          | 2003 OP    | 20 jul 2003 | Reedy Creek      | J. Broughton               | —         | MPC                           |
| 196518          | 2003 OS3   | 22 jul 2003 | Campo Imperatore | CINEOS                     | —         | MPC                           |
| 196519          | 2003 OL4   | 22 jul 2003 | Haleakalā        | NEAT                       | —         | MPC                           |
| 196520          | 2003 OP6   | 23 jul 2003 | Socorro          | LINEAR                     | —         | MPC                           |
| 196521          | 2003 OE9   | 23 jul 2003 | Palomar          | NEAT                       | Phocaea   | MPC                           |
| 196522          | 2003 OJ10  | 25 jul 2003 | Socorro          | LINEAR                     | —         | MPC                           |
| 196523          | 2003 OJ15  | 23 jul 2003 | Palomar          | NEAT                       | —         | MPC                           |
| 196524          | 2003 OS15  | 23 jul 2003 | Palomar          | NEAT                       | —         | MPC                           |
| 196525          | 2003 OT15  | 23 jul 2003 | Palomar          | NEAT                       | —         | MPC                           |
| 196526          | 2003 OY15  | 23 jul 2003 | Palomar          | NEAT                       | —         | MPC                           |
| 196527          | 2003 OZ17  | 30 jul 2003 | Reedy Creek      | J. Broughton               | —         | MPC                           |
| 196528          | 2003 OE18  | 24 jul 2003 | Campo Imperatore | CINEOS                     | —         | MPC                           |
| 196529          | 2003 OA20  | 30 jul 2003 | Needville        | W. G. Dillon, P. Garossino | —         | MPC                           |
| 196530          | 2003 OB20  | 30 jul 2003 | Campo Imperatore | CINEOS                     | —         | MPC                           |
| 196531          | 2003 OC20  | 30 jul 2003 | Campo Imperatore | CINEOS                     | —         | MPC                           |
| 196532          | 2003 OY20  | 31 jul 2003 | Reedy Creek      | J. Broughton               | —         | MPC                           |
| 196533          | 2003 OK21  | 26 jul 2003 | Socorro          | LINEAR                     | —         | MPC                           |
| 196534          | 2003 OR21  | 28 jul 2003 | Campo Imperatore | CINEOS                     | Phocaea   | MPC                           |
| 196535          | 2003 OR27  | 24 jul 2003 | Palomar          | NEAT                       | —         | MPC                           |
| 196536          | 2003 OF28  | 24 jul 2003 | Palomar          | NEAT                       | —         | MPC                           |
| 196537          | 2003 OK29  | 24 jul 2003 | Palomar          | NEAT                       | —         | MPC                           |
| 196538          | 2003 OR29  | 24 jul 2003 | Palomar          | NEAT                       | —         | MPC                           |
| 196539          | 2003 OA30  | 24 jul 2003 | Palomar          | NEAT                       | —         | MPC                           |
| 196540 Weinbaum | 2003 OW30  | 31 jul 2003 | Saint-Sulpice    | B. Christophe              | —         | MPC                           |
| 196541          | 2003 OW32  | 24 jul 2003 | Palomar          | NEAT                       | —         | MPC                           |
| 196542          | 2003 PZ    | 1 ago 2003  | Socorro          | LINEAR                     | —         | MPC                           |
| 196543          | 2003 PS1   | 1 ago 2003  | Haleakalā        | NEAT                       | —         | MPC                           |
| 196544          | 2003 PB2   | 1 ago 2003  | Haleakala        | NEAT                       | —         | MPC                           |
| 196545          | 2003 PQ7   | 2 ago 2003  | Haleakala        | NEAT                       | —         | MPC                           |
| 196546          | 2003 PT11  | 1 ago 2003  | Socorro          | LINEAR                     | —         | MPC                           |
| 196547          | 2003 QE2   | 20 ago 2003 | Campo Imperatore | CINEOS                     | —         | MPC                           |
| 196548          | 2003 QN2   | 19 ago 2003 | Campo Imperatore | CINEOS                     | —         | MPC                           |
| 196549          | 2003 QR3   | 17 ago 2003 | Haleakalā        | NEAT                       | —         | MPC                           |
| 196550          | 2003 QP5   | 20 ago 2003 | Haleakala        | NEAT                       | —         | MPC                           |
| 196551          | 2003 QW6   | 20 ago 2003 | Campo Imperatore | CINEOS                     | —         | MPC                           |
| 196552          | 2003 QD7   | 20 ago 2003 | Campo Imperatore | CINEOS                     | —         | MPC                           |
| 196553          | 2003 QO7   | 21 ago 2003 | Palomar          | NEAT                       | —         | MPC                           |
| 196554          | 2003 QZ7   | 18 ago 2003 | Campo Imperatore | CINEOS                     | —         | MPC                           |
| 196555          | 2003 QU9   | 20 ago 2003 | Reedy Creek      | J. Broughton               | —         | MPC                           |
| 196556          | 2003 QH12  | 22 ago 2003 | Socorro          | LINEAR                     | —         | MPC                           |
| 196557          | 2003 QU12  | 22 ago 2003 | Haleakalā        | NEAT                       | —         | MPC                           |
| 196558          | 2003 QB13  | 22 ago 2003 | Haleakala        | NEAT                       | Eos       | MPC                           |
| 196559          | 2003 QG13  | 22 ago 2003 | Haleakala        | NEAT                       | —         | MPC                           |
| 196560          | 2003 QQ14  | 20 ago 2003 | Palomar          | NEAT                       | —         | MPC                           |
| 196561          | 2003 QY15  | 20 ago 2003 | Palomar          | NEAT                       | —         | MPC                           |
| 196562          | 2003 QU18  | 22 ago 2003 | Palomar          | NEAT                       | —         | MPC                           |
| 196563          | 2003 QU19  | 22 ago 2003 | Palomar          | NEAT                       | —         | MPC                           |
| 196564          | 2003 QJ20  | 22 ago 2003 | Palomar          | NEAT                       | —         | MPC                           |
| 196565          | 2003 QX20  | 22 ago 2003 | Palomar          | NEAT                       | —         | MPC                           |
| 196566          | 2003 QE24  | 21 ago 2003 | Palomar          | NEAT                       | —         | MPC                           |
| 196567          | 2003 QP25  | 22 ago 2003 | Palomar          | NEAT                       | —         | MPC                           |
| 196568          | 2003 QL27  | 23 ago 2003 | Palomar          | NEAT                       | —         | MPC                           |
| 196569          | 2003 QY28  | 23 ago 2003 | Socorro          | LINEAR                     | Brangane  | MPC                           |
| 196570          | 2003 QW31  | 21 ago 2003 | Palomar          | NEAT                       | —         | MPC                           |
| 196571          | 2003 QB32  | 21 ago 2003 | Palomar          | NEAT                       | —         | MPC                           |
| 196572          | 2003 QS32  | 21 ago 2003 | Palomar          | NEAT                       | —         | MPC                           |
| 196573          | 2003 QR34  | 22 ago 2003 | Palomar          | NEAT                       | —         | MPC                           |
| 196574          | 2003 QK36  | 22 ago 2003 | Socorro          | LINEAR                     | —         | MPC                           |
| 196575          | 2003 QV36  | 22 ago 2003 | Socorro          | LINEAR                     | —         | MPC                           |
| 196576          | 2003 QE40  | 22 ago 2003 | Socorro          | LINEAR                     | —         | MPC                           |
| 196577          | 2003 QT40  | 22 ago 2003 | Socorro          | LINEAR                     | —         | MPC                           |
| 196578          | 2003 QV40  | 22 ago 2003 | Socorro          | LINEAR                     | —         | MPC                           |
| 196579          | 2003 QD41  | 22 ago 2003 | Socorro          | LINEAR                     | —         | MPC                           |
| 196580          | 2003 QJ41  | 22 ago 2003 | Socorro          | LINEAR                     | —         | MPC                           |
| 196581          | 2003 QS45  | 23 ago 2003 | Palomar          | NEAT                       | —         | MPC                           |
| 196582          | 2003 QS46  | 24 ago 2003 | Palomar          | NEAT                       | —         | MPC                           |
| 196583          | 2003 QM48  | 20 ago 2003 | Campo Imperatore | CINEOS                     | —         | MPC                           |
| 196584          | 2003 QX48  | 21 ago 2003 | Campo Imperatore | CINEOS                     | —         | MPC                           |
| 196585          | 2003 QJ49  | 22 ago 2003 | Palomar          | NEAT                       | —         | MPC                           |
| 196586          | 2003 QC50  | 22 ago 2003 | Palomar          | NEAT                       | —         | MPC                           |
| 196587          | 2003 QJ50  | 22 ago 2003 | Haleakalā        | NEAT                       | —         | MPC                           |
| 196588          | 2003 QA51  | 22 ago 2003 | Palomar          | NEAT                       | Maria     | MPC                           |
| 196589          | 2003 QG51  | 22 ago 2003 | Palomar          | NEAT                       | —         | MPC                           |
| 196590          | 2003 QL53  | 23 ago 2003 | Socorro          | LINEAR                     | —         | MPC                           |
| 196591          | 2003 QL56  | 23 ago 2003 | Socorro          | LINEAR                     | —         | MPC                           |
| 196592          | 2003 QE60  | 23 ago 2003 | Socorro          | LINEAR                     | —         | MPC                           |
| 196593          | 2003 QC61  | 23 ago 2003 | Socorro          | LINEAR                     | Eos       | MPC                           |
| 196594          | 2003 QG64  | 23 ago 2003 | Socorro          | LINEAR                     | —         | MPC                           |
| 196595          | 2003 QX64  | 23 ago 2003 | Palomar          | NEAT                       | —         | MPC                           |
| 196596          | 2003 QH65  | 23 ago 2003 | Palomar          | NEAT                       | Phocaea   | MPC                           |
| 196597          | 2003 QJ66  | 22 ago 2003 | Socorro          | LINEAR                     | —         | MPC                           |
| 196598          | 2003 QK66  | 22 ago 2003 | Palomar          | NEAT                       | —         | MPC                           |
| 196599          | 2003 QX66  | 23 ago 2003 | Palomar          | NEAT                       | —         | MPC                           |
| 196600          | 2003 QH68  | 25 ago 2003 | Socorro          | LINEAR                     | —         | MPC                           |

## 196601–196700
| Designação      | Designação | Descoberta  | Descoberta       | Descobridor(es) | Categoria | Mais informações / Referência |
| Permanente      | Provisória | Data        | Local            | Descobridor(es) | Categoria | Mais informações / Referência |
| --------------- | ---------- | ----------- | ---------------- | --------------- | --------- | ----------------------------- |
| 196601          | 2003 QY68  | 25 ago 2003 | Reedy Creek      | J. Broughton    | —         | MPC                           |
| 196602          | 2003 QQ70  | 23 ago 2003 | Socorro          | LINEAR          | —         | MPC                           |
| 196603          | 2003 QT70  | 23 ago 2003 | Palomar          | NEAT            | —         | MPC                           |
| 196604          | 2003 QH74  | 24 ago 2003 | Socorro          | LINEAR          | —         | MPC                           |
| 196605          | 2003 QM75  | 24 ago 2003 | Socorro          | LINEAR          | —         | MPC                           |
| 196606          | 2003 QX75  | 24 ago 2003 | Socorro          | LINEAR          | —         | MPC                           |
| 196607          | 2003 QC76  | 24 ago 2003 | Socorro          | LINEAR          | —         | MPC                           |
| 196608          | 2003 QE77  | 24 ago 2003 | Socorro          | LINEAR          | —         | MPC                           |
| 196609          | 2003 QQ78  | 24 ago 2003 | Socorro          | LINEAR          | Juno      | MPC                           |
| 196610          | 2003 QK79  | 25 ago 2003 | Socorro          | LINEAR          | —         | MPC                           |
| 196611          | 2003 QA85  | 24 ago 2003 | Socorro          | LINEAR          | —         | MPC                           |
| 196612          | 2003 QQ89  | 27 ago 2003 | Haleakalā        | NEAT            | —         | MPC                           |
| 196613          | 2003 QN90  | 28 ago 2003 | Socorro          | LINEAR          | —         | MPC                           |
| 196614          | 2003 QB96  | 30 ago 2003 | Kitt Peak        | Spacewatch      | —         | MPC                           |
| 196615          | 2003 QY107 | 31 ago 2003 | Socorro          | LINEAR          | —         | MPC                           |
| 196616          | 2003 QE108 | 31 ago 2003 | Socorro          | LINEAR          | —         | MPC                           |
| 196617          | 2003 QQ111 | 31 ago 2003 | Kitt Peak        | Spacewatch      | —         | MPC                           |
| 196618          | 2003 QG114 | 26 ago 2003 | Socorro          | LINEAR          | —         | MPC                           |
| 196619          | 2003 RH3   | 1 set 2003  | Socorro          | LINEAR          | —         | MPC                           |
| 196620          | 2003 RN4   | 3 set 2003  | Socorro          | LINEAR          | —         | MPC                           |
| 196621          | 2003 RH5   | 1 set 2003  | Socorro          | LINEAR          | —         | MPC                           |
| 196622          | 2003 RN5   | 1 set 2003  | Socorro          | LINEAR          | —         | MPC                           |
| 196623          | 2003 RX5   | 2 set 2003  | Socorro          | LINEAR          | Eos       | MPC                           |
| 196624          | 2003 RK9   | 4 set 2003  | Kitt Peak        | Spacewatch      | —         | MPC                           |
| 196625          | 2003 RM10  | 13 set 2003 | Anderson Mesa    | LONEOS          | —         | MPC                           |
| 196626          | 2003 RH11  | 13 set 2003 | Haleakalā        | NEAT            | —         | MPC                           |
| 196627          | 2003 RR14  | 13 set 2003 | Haleakala        | NEAT            | —         | MPC                           |
| 196628          | 2003 RV16  | 15 set 2003 | Palomar          | NEAT            | —         | MPC                           |
| 196629          | 2003 RH20  | 15 set 2003 | Anderson Mesa    | LONEOS          | —         | MPC                           |
| 196630          | 2003 RH21  | 15 set 2003 | Anderson Mesa    | LONEOS          | —         | MPC                           |
| 196631          | 2003 RE22  | 14 set 2003 | Haleakalā        | NEAT            | —         | MPC                           |
| 196632          | 2003 SH1   | 16 set 2003 | Kitt Peak        | Spacewatch      | —         | MPC                           |
| 196633          | 2003 SO2   | 16 set 2003 | Kitt Peak        | Spacewatch      | —         | MPC                           |
| 196634          | 2003 SC3   | 16 set 2003 | Palomar          | NEAT            | —         | MPC                           |
| 196635          | 2003 SO3   | 16 set 2003 | Palomar          | NEAT            | —         | MPC                           |
| 196636          | 2003 SA4   | 16 set 2003 | Kitt Peak        | Spacewatch      | —         | MPC                           |
| 196637          | 2003 SF8   | 16 set 2003 | Kitt Peak        | Spacewatch      | —         | MPC                           |
| 196638          | 2003 SO10  | 17 set 2003 | Kitt Peak        | Spacewatch      | Brangane  | MPC                           |
| 196639          | 2003 SD13  | 16 set 2003 | Kitt Peak        | Spacewatch      | —         | MPC                           |
| 196640 Mulhacén | 2003 SO15  | 17 set 2003 | Heppenheim       | F. Hormuth      | —         | MPC                           |
| 196641          | 2003 SP17  | 17 set 2003 | Kvistaberg       | UDAS            | —         | MPC                           |
| 196642          | 2003 SR17  | 17 set 2003 | Kitt Peak        | Spacewatch      | Brangane  | MPC                           |
| 196643          | 2003 SH18  | 16 set 2003 | Kitt Peak        | Spacewatch      | —         | MPC                           |
| 196644          | 2003 ST23  | 17 set 2003 | Kitt Peak        | Spacewatch      | —         | MPC                           |
| 196645          | 2003 SW23  | 17 set 2003 | Kitt Peak        | Spacewatch      | —         | MPC                           |
| 196646          | 2003 SY23  | 17 set 2003 | Kitt Peak        | Spacewatch      | Eos       | MPC                           |
| 196647          | 2003 SL25  | 17 set 2003 | Kitt Peak        | Spacewatch      | —         | MPC                           |
| 196648          | 2003 SP25  | 17 set 2003 | Kitt Peak        | Spacewatch      | —         | MPC                           |
| 196649          | 2003 SG26  | 17 set 2003 | Haleakalā        | NEAT            | —         | MPC                           |
| 196650          | 2003 SM26  | 17 set 2003 | Haleakala        | NEAT            | —         | MPC                           |
| 196651          | 2003 SN28  | 18 set 2003 | Palomar          | NEAT            | —         | MPC                           |
| 196652          | 2003 SG30  | 18 set 2003 | Palomar          | NEAT            | —         | MPC                           |
| 196653          | 2003 SV30  | 18 set 2003 | Kitt Peak        | Spacewatch      | —         | MPC                           |
| 196654          | 2003 SS34  | 18 set 2003 | Palomar          | NEAT            | —         | MPC                           |
| 196655          | 2003 SY34  | 18 set 2003 | Kitt Peak        | Spacewatch      | —         | MPC                           |
| 196656          | 2003 SA35  | 18 set 2003 | Kitt Peak        | Spacewatch      | —         | MPC                           |
| 196657          | 2003 SR36  | 18 set 2003 | Socorro          | LINEAR          | —         | MPC                           |
| 196658          | 2003 SJ37  | 16 set 2003 | Palomar          | NEAT            | —         | MPC                           |
| 196659          | 2003 SR38  | 16 set 2003 | Palomar          | NEAT            | Maria     | MPC                           |
| 196660          | 2003 SQ40  | 16 set 2003 | Palomar          | NEAT            | —         | MPC                           |
| 196661          | 2003 SL41  | 17 set 2003 | Palomar          | NEAT            | —         | MPC                           |
| 196662          | 2003 SO43  | 16 set 2003 | Anderson Mesa    | LONEOS          | —         | MPC                           |
| 196663          | 2003 SL44  | 16 set 2003 | Anderson Mesa    | LONEOS          | —         | MPC                           |
| 196664          | 2003 SD46  | 16 set 2003 | Anderson Mesa    | LONEOS          | —         | MPC                           |
| 196665          | 2003 SJ46  | 16 set 2003 | Anderson Mesa    | LONEOS          | —         | MPC                           |
| 196666          | 2003 SF47  | 16 set 2003 | Anderson Mesa    | LONEOS          | —         | MPC                           |
| 196667          | 2003 SN50  | 18 set 2003 | Palomar          | NEAT            | —         | MPC                           |
| 196668          | 2003 SW50  | 18 set 2003 | Palomar          | NEAT            | —         | MPC                           |
| 196669          | 2003 SK51  | 18 set 2003 | Palomar          | NEAT            | Chimaera  | MPC                           |
| 196670          | 2003 ST52  | 19 set 2003 | Palomar          | NEAT            | —         | MPC                           |
| 196671          | 2003 SU53  | 16 set 2003 | Kitt Peak        | Spacewatch      | —         | MPC                           |
| 196672          | 2003 SY54  | 16 set 2003 | Anderson Mesa    | LONEOS          | —         | MPC                           |
| 196673          | 2003 SZ54  | 16 set 2003 | Anderson Mesa    | LONEOS          | —         | MPC                           |
| 196674          | 2003 SR56  | 16 set 2003 | Kitt Peak        | Spacewatch      | —         | MPC                           |
| 196675          | 2003 SV56  | 16 set 2003 | Kitt Peak        | Spacewatch      | —         | MPC                           |
| 196676          | 2003 SQ59  | 17 set 2003 | Anderson Mesa    | LONEOS          | —         | MPC                           |
| 196677          | 2003 ST60  | 17 set 2003 | Kitt Peak        | Spacewatch      | —         | MPC                           |
| 196678          | 2003 SD61  | 17 set 2003 | Socorro          | LINEAR          | —         | MPC                           |
| 196679          | 2003 SP61  | 17 set 2003 | Socorro          | LINEAR          | —         | MPC                           |
| 196680          | 2003 SB63  | 17 set 2003 | Kitt Peak        | Spacewatch      | —         | MPC                           |
| 196681          | 2003 SZ63  | 17 set 2003 | Črni Vrh         | Črni Vrh        | —         | MPC                           |
| 196682          | 2003 SK64  | 18 set 2003 | Campo Imperatore | CINEOS          | —         | MPC                           |
| 196683          | 2003 SY64  | 18 set 2003 | Campo Imperatore | CINEOS          | —         | MPC                           |
| 196684          | 2003 SZ64  | 18 set 2003 | Campo Imperatore | CINEOS          | —         | MPC                           |
| 196685          | 2003 SB65  | 18 set 2003 | Campo Imperatore | CINEOS          | —         | MPC                           |
| 196686          | 2003 SC65  | 18 set 2003 | Campo Imperatore | CINEOS          | —         | MPC                           |
| 196687          | 2003 SH65  | 18 set 2003 | Anderson Mesa    | LONEOS          | —         | MPC                           |
| 196688          | 2003 SQ66  | 18 set 2003 | Campo Imperatore | CINEOS          | —         | MPC                           |
| 196689          | 2003 SY67  | 16 set 2003 | Haleakalā        | NEAT            | —         | MPC                           |
| 196690          | 2003 SD70  | 17 set 2003 | Kitt Peak        | Spacewatch      | —         | MPC                           |
| 196691          | 2003 SO70  | 17 set 2003 | Haleakalā        | NEAT            | —         | MPC                           |
| 196692          | 2003 SE71  | 18 set 2003 | Kitt Peak        | Spacewatch      | —         | MPC                           |
| 196693          | 2003 SX73  | 18 set 2003 | Kitt Peak        | Spacewatch      | —         | MPC                           |
| 196694          | 2003 SD74  | 18 set 2003 | Kitt Peak        | Spacewatch      | —         | MPC                           |
| 196695          | 2003 SL74  | 18 set 2003 | Kitt Peak        | Spacewatch      | —         | MPC                           |
| 196696          | 2003 SK75  | 18 set 2003 | Kitt Peak        | Spacewatch      | —         | MPC                           |
| 196697          | 2003 SY76  | 19 set 2003 | Kitt Peak        | Spacewatch      | —         | MPC                           |
| 196698          | 2003 SV77  | 19 set 2003 | Kitt Peak        | Spacewatch      | —         | MPC                           |
| 196699          | 2003 SX78  | 19 set 2003 | Kitt Peak        | Spacewatch      | —         | MPC                           |
| 196700          | 2003 SX80  | 19 set 2003 | Kitt Peak        | Spacewatch      | —         | MPC                           |

## 196701–196800
| Designação         | Designação | Descoberta  | Descoberta       | Descobridor(es)         | Categoria | Mais informações / Referência |
| Permanente         | Provisória | Data        | Local            | Descobridor(es)         | Categoria | Mais informações / Referência |
| ------------------ | ---------- | ----------- | ---------------- | ----------------------- | --------- | ----------------------------- |
| 196701             | 2003 SC82  | 17 set 2003 | Kitt Peak        | Spacewatch              | —         | MPC                           |
| 196702             | 2003 SS82  | 18 set 2003 | Kitt Peak        | Spacewatch              | Maria     | MPC                           |
| 196703             | 2003 SR83  | 18 set 2003 | Kitt Peak        | Spacewatch              | —         | MPC                           |
| 196704             | 2003 SM85  | 16 set 2003 | Palomar          | NEAT                    | —         | MPC                           |
| 196705             | 2003 SC86  | 16 set 2003 | Kitt Peak        | Spacewatch              | —         | MPC                           |
| 196706             | 2003 SS87  | 17 set 2003 | Palomar          | NEAT                    | —         | MPC                           |
| 196707             | 2003 SB89  | 18 set 2003 | Socorro          | LINEAR                  | —         | MPC                           |
| 196708             | 2003 SC92  | 18 set 2003 | Kitt Peak        | Spacewatch              | —         | MPC                           |
| 196709             | 2003 SH93  | 18 set 2003 | Kitt Peak        | Spacewatch              | —         | MPC                           |
| 196710             | 2003 SH94  | 18 set 2003 | Črni Vrh         | Črni Vrh                | —         | MPC                           |
| 196711             | 2003 SS97  | 19 set 2003 | Kitt Peak        | Spacewatch              | Themis    | MPC                           |
| 196712             | 2003 SO98  | 19 set 2003 | Kitt Peak        | Spacewatch              | —         | MPC                           |
| 196713             | 2003 SJ101 | 20 set 2003 | Palomar          | NEAT                    | —         | MPC                           |
| 196714             | 2003 SM102 | 20 set 2003 | Socorro          | LINEAR                  | Brangane  | MPC                           |
| 196715             | 2003 SQ102 | 20 set 2003 | Socorro          | LINEAR                  | —         | MPC                           |
| 196716             | 2003 SJ103 | 20 set 2003 | Socorro          | LINEAR                  | —         | MPC                           |
| 196717             | 2003 SL104 | 20 set 2003 | Haleakalā        | NEAT                    | —         | MPC                           |
| 196718             | 2003 SW104 | 20 set 2003 | Socorro          | LINEAR                  | —         | MPC                           |
| 196719             | 2003 SM107 | 20 set 2003 | Palomar          | NEAT                    | —         | MPC                           |
| 196720             | 2003 SB108 | 20 set 2003 | Palomar          | NEAT                    | —         | MPC                           |
| 196721             | 2003 SM109 | 20 set 2003 | Kitt Peak        | Spacewatch              | —         | MPC                           |
| 196722             | 2003 SV109 | 20 set 2003 | Kitt Peak        | Spacewatch              | Brangane  | MPC                           |
| 196723             | 2003 SB111 | 20 set 2003 | Palomar          | NEAT                    | —         | MPC                           |
| 196724             | 2003 SD114 | 16 set 2003 | Socorro          | LINEAR                  | —         | MPC                           |
| 196725             | 2003 SY115 | 16 set 2003 | Palomar          | NEAT                    | —         | MPC                           |
| 196726             | 2003 SB118 | 16 set 2003 | Palomar          | NEAT                    | Eos       | MPC                           |
| 196727             | 2003 SB119 | 16 set 2003 | Palomar          | NEAT                    | —         | MPC                           |
| 196728             | 2003 SH119 | 17 set 2003 | Anderson Mesa    | LONEOS                  | —         | MPC                           |
| 196729             | 2003 SU119 | 17 set 2003 | Kitt Peak        | Spacewatch              | —         | MPC                           |
| 196730             | 2003 SG120 | 17 set 2003 | Kitt Peak        | Spacewatch              | —         | MPC                           |
| 196731             | 2003 SP121 | 17 set 2003 | Kitt Peak        | Spacewatch              | —         | MPC                           |
| 196732             | 2003 ST121 | 17 set 2003 | Haleakalā        | NEAT                    | —         | MPC                           |
| 196733             | 2003 SA122 | 17 set 2003 | Campo Imperatore | CINEOS                  | —         | MPC                           |
| 196734             | 2003 SM125 | 19 set 2003 | Palomar          | NEAT                    | —         | MPC                           |
| 196735             | 2003 SG126 | 19 set 2003 | Palomar          | NEAT                    | —         | MPC                           |
| 196736 Munkácsy    | 2003 SH127 | 19 set 2003 | Piszkéstető      | K. Sárneczky, B. Sipőcz | —         | MPC                           |
| 196737             | 2003 SX127 | 20 set 2003 | Socorro          | LINEAR                  | —         | MPC                           |
| 196738             | 2003 SC133 | 20 set 2003 | Campo Imperatore | CINEOS                  | —         | MPC                           |
| 196739             | 2003 SZ133 | 18 set 2003 | Socorro          | LINEAR                  | —         | MPC                           |
| 196740             | 2003 SF135 | 19 set 2003 | Socorro          | LINEAR                  | —         | MPC                           |
| 196741             | 2003 SJ137 | 20 set 2003 | Palomar          | NEAT                    | —         | MPC                           |
| 196742             | 2003 SO137 | 21 set 2003 | Campo Imperatore | CINEOS                  | —         | MPC                           |
| 196743             | 2003 SY137 | 21 set 2003 | Socorro          | LINEAR                  | —         | MPC                           |
| 196744             | 2003 SU139 | 18 set 2003 | Kitt Peak        | Spacewatch              | Brangane  | MPC                           |
| 196745             | 2003 SY139 | 18 set 2003 | Palomar          | NEAT                    | —         | MPC                           |
| 196746             | 2003 SU142 | 20 set 2003 | Socorro          | LINEAR                  | —         | MPC                           |
| 196747             | 2003 SY143 | 21 set 2003 | Socorro          | LINEAR                  | —         | MPC                           |
| 196748             | 2003 SB144 | 21 set 2003 | Kitt Peak        | Spacewatch              | —         | MPC                           |
| 196749             | 2003 SF144 | 19 set 2003 | Palomar          | NEAT                    | —         | MPC                           |
| 196750             | 2003 SR148 | 16 set 2003 | Kitt Peak        | Spacewatch              | —         | MPC                           |
| 196751             | 2003 SL149 | 16 set 2003 | Kitt Peak        | Spacewatch              | —         | MPC                           |
| 196752             | 2003 SO149 | 16 set 2003 | Kitt Peak        | Spacewatch              | —         | MPC                           |
| 196753             | 2003 SV149 | 17 set 2003 | Socorro          | LINEAR                  | —         | MPC                           |
| 196754             | 2003 SM151 | 18 set 2003 | Socorro          | LINEAR                  | —         | MPC                           |
| 196755             | 2003 SQ153 | 19 set 2003 | Anderson Mesa    | LONEOS                  | —         | MPC                           |
| 196756             | 2003 SU154 | 19 set 2003 | Anderson Mesa    | LONEOS                  | —         | MPC                           |
| 196757             | 2003 SZ154 | 19 set 2003 | Anderson Mesa    | LONEOS                  | —         | MPC                           |
| 196758             | 2003 SP155 | 19 set 2003 | Anderson Mesa    | LONEOS                  | —         | MPC                           |
| 196759             | 2003 SM156 | 19 set 2003 | Anderson Mesa    | LONEOS                  | Brangane  | MPC                           |
| 196760             | 2003 SO160 | 22 set 2003 | Kitt Peak        | Spacewatch              | —         | MPC                           |
| 196761             | 2003 SL162 | 19 set 2003 | Kitt Peak        | Spacewatch              | —         | MPC                           |
| 196762             | 2003 SP162 | 19 set 2003 | Socorro          | LINEAR                  | —         | MPC                           |
| 196763             | 2003 ST162 | 19 set 2003 | Kitt Peak        | Spacewatch              | —         | MPC                           |
| 196764             | 2003 SU162 | 19 set 2003 | Kitt Peak        | Spacewatch              | —         | MPC                           |
| 196765             | 2003 SM163 | 19 set 2003 | Kitt Peak        | Spacewatch              | —         | MPC                           |
| 196766             | 2003 SN163 | 19 set 2003 | Kitt Peak        | Spacewatch              | —         | MPC                           |
| 196767             | 2003 SQ164 | 20 set 2003 | Anderson Mesa    | LONEOS                  | Eos       | MPC                           |
| 196768             | 2003 ST164 | 20 set 2003 | Anderson Mesa    | LONEOS                  | —         | MPC                           |
| 196769             | 2003 SX164 | 20 set 2003 | Anderson Mesa    | LONEOS                  | —         | MPC                           |
| 196770             | 2003 SK167 | 22 set 2003 | Kitt Peak        | Spacewatch              | —         | MPC                           |
| 196771             | 2003 SU169 | 23 set 2003 | Haleakalā        | NEAT                    | Themis    | MPC                           |
| 196772 Fritzleiber | 2003 SQ170 | 23 set 2003 | Saint-Sulpice    | B. Christophe           | —         | MPC                           |
| 196773             | 2003 SJ171 | 18 set 2003 | Campo Imperatore | CINEOS                  | —         | MPC                           |
| 196774             | 2003 SW177 | 19 set 2003 | Kitt Peak        | Spacewatch              | —         | MPC                           |
| 196775             | 2003 SA178 | 19 set 2003 | Palomar          | NEAT                    | —         | MPC                           |
| 196776             | 2003 SV180 | 20 set 2003 | Kitt Peak        | Spacewatch              | —         | MPC                           |
| 196777             | 2003 SE181 | 20 set 2003 | Socorro          | LINEAR                  | —         | MPC                           |
| 196778             | 2003 SM181 | 20 set 2003 | Kitt Peak        | Spacewatch              | —         | MPC                           |
| 196779             | 2003 SN181 | 20 set 2003 | Socorro          | LINEAR                  | —         | MPC                           |
| 196780             | 2003 SD182 | 20 set 2003 | Socorro          | LINEAR                  | —         | MPC                           |
| 196781             | 2003 SA184 | 21 set 2003 | Kitt Peak        | Spacewatch              | —         | MPC                           |
| 196782             | 2003 ST184 | 21 set 2003 | Kitt Peak        | Spacewatch              | —         | MPC                           |
| 196783             | 2003 SY184 | 21 set 2003 | Kitt Peak        | Spacewatch              | Maria     | MPC                           |
| 196784             | 2003 SN185 | 22 set 2003 | Anderson Mesa    | LONEOS                  | —         | MPC                           |
| 196785             | 2003 SR186 | 22 set 2003 | Anderson Mesa    | LONEOS                  | —         | MPC                           |
| 196786             | 2003 SP187 | 21 set 2003 | Haleakalā        | NEAT                    | —         | MPC                           |
| 196787             | 2003 SY187 | 22 set 2003 | Anderson Mesa    | LONEOS                  | —         | MPC                           |
| 196788             | 2003 SF188 | 22 set 2003 | Palomar          | NEAT                    | —         | MPC                           |
| 196789             | 2003 SA189 | 22 set 2003 | Anderson Mesa    | LONEOS                  | —         | MPC                           |
| 196790             | 2003 SY190 | 17 set 2003 | Kitt Peak        | Spacewatch              | —         | MPC                           |
| 196791             | 2003 SM191 | 19 set 2003 | Kitt Peak        | Spacewatch              | —         | MPC                           |
| 196792             | 2003 SA196 | 20 set 2003 | Palomar          | NEAT                    | —         | MPC                           |
| 196793             | 2003 SL196 | 20 set 2003 | Palomar          | NEAT                    | —         | MPC                           |
| 196794             | 2003 SK197 | 21 set 2003 | Anderson Mesa    | LONEOS                  | Brangane  | MPC                           |
| 196795             | 2003 SM197 | 21 set 2003 | Anderson Mesa    | LONEOS                  | —         | MPC                           |
| 196796             | 2003 SU197 | 21 set 2003 | Anderson Mesa    | LONEOS                  | Brangane  | MPC                           |
| 196797             | 2003 SU198 | 21 set 2003 | Anderson Mesa    | LONEOS                  | —         | MPC                           |
| 196798             | 2003 SG199 | 21 set 2003 | Anderson Mesa    | LONEOS                  | Brangane  | MPC                           |
| 196799             | 2003 SO199 | 21 set 2003 | Anderson Mesa    | LONEOS                  | —         | MPC                           |
| 196800             | 2003 SX200 | 25 set 2003 | Gnosca           | S. Sposetti             | —         | MPC                           |

## 196801–196900
| Designação     | Designação | Descoberta  | Descoberta        | Descobridor(es)     | Categoria | Mais informações / Referência |
| Permanente     | Provisória | Data        | Local             | Descobridor(es)     | Categoria | Mais informações / Referência |
| -------------- | ---------- | ----------- | ----------------- | ------------------- | --------- | ----------------------------- |
| 196801         | 2003 SY202 | 22 set 2003 | Anderson Mesa     | LONEOS              | —         | MPC                           |
| 196802         | 2003 SJ204 | 22 set 2003 | Socorro           | LINEAR              | —         | MPC                           |
| 196803         | 2003 SG206 | 23 set 2003 | Palomar           | NEAT                | —         | MPC                           |
| 196804         | 2003 SZ208 | 24 set 2003 | Palomar           | NEAT                | —         | MPC                           |
| 196805         | 2003 SZ209 | 25 set 2003 | Haleakalā         | NEAT                | Ursula    | MPC                           |
| 196806         | 2003 SQ218 | 28 set 2003 | Desert Eagle      | W. K. Y. Yeung      | Brangane  | MPC                           |
| 196807 Beshore | 2003 SB221 | 26 set 2003 | Junk Bond         | D. Healy            | —         | MPC                           |
| 196808         | 2003 SH223 | 29 set 2003 | Desert Eagle      | W. K. Y. Yeung      | —         | MPC                           |
| 196809         | 2003 SU223 | 27 set 2003 | Socorro           | LINEAR              | —         | MPC                           |
| 196810         | 2003 SC224 | 24 set 2003 | Bergisch Gladbach | W. Bickel           | —         | MPC                           |
| 196811         | 2003 SF225 | 26 set 2003 | Desert Eagle      | W. K. Y. Yeung      | —         | MPC                           |
| 196812         | 2003 SH225 | 26 set 2003 | Socorro           | LINEAR              | —         | MPC                           |
| 196813         | 2003 SO225 | 26 set 2003 | Socorro           | LINEAR              | —         | MPC                           |
| 196814         | 2003 SU225 | 26 set 2003 | Socorro           | LINEAR              | Brangane  | MPC                           |
| 196815         | 2003 SN227 | 27 set 2003 | Socorro           | LINEAR              | —         | MPC                           |
| 196816         | 2003 SH229 | 27 set 2003 | Kitt Peak         | Spacewatch          | —         | MPC                           |
| 196817         | 2003 SZ230 | 24 set 2003 | Palomar           | NEAT                | —         | MPC                           |
| 196818         | 2003 SJ231 | 24 set 2003 | Palomar           | NEAT                | —         | MPC                           |
| 196819         | 2003 SC232 | 24 set 2003 | Haleakalā         | NEAT                | —         | MPC                           |
| 196820         | 2003 SR232 | 24 set 2003 | Haleakala         | NEAT                | Brangane  | MPC                           |
| 196821         | 2003 SC233 | 25 set 2003 | Palomar           | NEAT                | —         | MPC                           |
| 196822         | 2003 SM234 | 25 set 2003 | Haleakalā         | NEAT                | —         | MPC                           |
| 196823         | 2003 SN234 | 25 set 2003 | Haleakala         | NEAT                | —         | MPC                           |
| 196824         | 2003 SS235 | 27 set 2003 | Socorro           | LINEAR              | —         | MPC                           |
| 196825         | 2003 SV235 | 27 set 2003 | Socorro           | LINEAR              | —         | MPC                           |
| 196826         | 2003 SJ236 | 26 set 2003 | Socorro           | LINEAR              | —         | MPC                           |
| 196827         | 2003 SO236 | 26 set 2003 | Socorro           | LINEAR              | —         | MPC                           |
| 196828         | 2003 SB237 | 26 set 2003 | Socorro           | LINEAR              | —         | MPC                           |
| 196829         | 2003 SE238 | 27 set 2003 | Socorro           | LINEAR              | —         | MPC                           |
| 196830         | 2003 SK241 | 27 set 2003 | Kitt Peak         | Spacewatch          | —         | MPC                           |
| 196831         | 2003 SA243 | 28 set 2003 | Socorro           | LINEAR              | —         | MPC                           |
| 196832         | 2003 SA246 | 26 set 2003 | Socorro           | LINEAR              | Themis    | MPC                           |
| 196833         | 2003 SS247 | 26 set 2003 | Socorro           | LINEAR              | —         | MPC                           |
| 196834         | 2003 SZ247 | 26 set 2003 | Socorro           | LINEAR              | —         | MPC                           |
| 196835         | 2003 SS248 | 26 set 2003 | Socorro           | LINEAR              | —         | MPC                           |
| 196836         | 2003 SY248 | 26 set 2003 | Socorro           | LINEAR              | —         | MPC                           |
| 196837         | 2003 SX249 | 26 set 2003 | Socorro           | LINEAR              | —         | MPC                           |
| 196838         | 2003 SE250 | 26 set 2003 | Socorro           | LINEAR              | —         | MPC                           |
| 196839         | 2003 SG250 | 26 set 2003 | Socorro           | LINEAR              | —         | MPC                           |
| 196840         | 2003 SM253 | 27 set 2003 | Kitt Peak         | Spacewatch          | —         | MPC                           |
| 196841         | 2003 SO253 | 27 set 2003 | Socorro           | LINEAR              | —         | MPC                           |
| 196842         | 2003 SZ253 | 27 set 2003 | Kitt Peak         | Spacewatch          | —         | MPC                           |
| 196843         | 2003 SD254 | 27 set 2003 | Kitt Peak         | Spacewatch          | —         | MPC                           |
| 196844         | 2003 SR254 | 27 set 2003 | Kitt Peak         | Spacewatch          | —         | MPC                           |
| 196845         | 2003 SE257 | 28 set 2003 | Kitt Peak         | Spacewatch          | —         | MPC                           |
| 196846         | 2003 SR257 | 28 set 2003 | Socorro           | LINEAR              | —         | MPC                           |
| 196847         | 2003 SM258 | 28 set 2003 | Kitt Peak         | Spacewatch          | —         | MPC                           |
| 196848         | 2003 SQ259 | 28 set 2003 | Kitt Peak         | Spacewatch          | —         | MPC                           |
| 196849         | 2003 ST259 | 28 set 2003 | Kitt Peak         | Spacewatch          | —         | MPC                           |
| 196850         | 2003 SE260 | 29 set 2003 | Socorro           | LINEAR              | —         | MPC                           |
| 196851         | 2003 SB261 | 27 set 2003 | Socorro           | LINEAR              | —         | MPC                           |
| 196852         | 2003 SR262 | 28 set 2003 | Socorro           | LINEAR              | —         | MPC                           |
| 196853         | 2003 SF263 | 28 set 2003 | Socorro           | LINEAR              | —         | MPC                           |
| 196854         | 2003 SW266 | 29 set 2003 | Socorro           | LINEAR              | —         | MPC                           |
| 196855         | 2003 SZ266 | 29 set 2003 | Socorro           | LINEAR              | —         | MPC                           |
| 196856         | 2003 SF268 | 29 set 2003 | Kitt Peak         | Spacewatch          | —         | MPC                           |
| 196857         | 2003 SL268 | 29 set 2003 | Kitt Peak         | Spacewatch          | —         | MPC                           |
| 196858         | 2003 SB269 | 25 set 2003 | Uccle             | T. Pauwels          | —         | MPC                           |
| 196859         | 2003 SF271 | 25 set 2003 | Haleakalā         | NEAT                | Brangane  | MPC                           |
| 196860         | 2003 SG272 | 27 set 2003 | Socorro           | LINEAR              | —         | MPC                           |
| 196861         | 2003 SL272 | 27 set 2003 | Socorro           | LINEAR              | —         | MPC                           |
| 196862         | 2003 SC273 | 27 set 2003 | Socorro           | LINEAR              | —         | MPC                           |
| 196863         | 2003 SX277 | 30 set 2003 | Socorro           | LINEAR              | Brangane  | MPC                           |
| 196864         | 2003 SL278 | 30 set 2003 | Socorro           | LINEAR              | —         | MPC                           |
| 196865         | 2003 ST278 | 30 set 2003 | Socorro           | LINEAR              | —         | MPC                           |
| 196866         | 2003 SY280 | 18 set 2003 | Kitt Peak         | Spacewatch          | —         | MPC                           |
| 196867         | 2003 SF282 | 19 set 2003 | Anderson Mesa     | LONEOS              | —         | MPC                           |
| 196868         | 2003 SG282 | 19 set 2003 | Anderson Mesa     | LONEOS              | —         | MPC                           |
| 196869         | 2003 ST284 | 20 set 2003 | Socorro           | LINEAR              | Brangane  | MPC                           |
| 196870         | 2003 SC289 | 28 set 2003 | Socorro           | LINEAR              | —         | MPC                           |
| 196871         | 2003 SY289 | 28 set 2003 | Anderson Mesa     | LONEOS              | —         | MPC                           |
| 196872         | 2003 SS292 | 25 set 2003 | Haleakalā         | NEAT                | —         | MPC                           |
| 196873         | 2003 SB293 | 27 set 2003 | Socorro           | LINEAR              | —         | MPC                           |
| 196874         | 2003 SD294 | 28 set 2003 | Socorro           | LINEAR              | Juno      | MPC                           |
| 196875         | 2003 SN298 | 18 set 2003 | Haleakalā         | NEAT                | —         | MPC                           |
| 196876         | 2003 SW299 | 16 set 2003 | Kitt Peak         | Spacewatch          | —         | MPC                           |
| 196877         | 2003 SJ300 | 17 set 2003 | Palomar           | NEAT                | —         | MPC                           |
| 196878         | 2003 SW304 | 17 set 2003 | Palomar           | NEAT                | —         | MPC                           |
| 196879         | 2003 SE306 | 30 set 2003 | Socorro           | LINEAR              | —         | MPC                           |
| 196880         | 2003 SY307 | 27 set 2003 | Socorro           | LINEAR              | —         | MPC                           |
| 196881         | 2003 SN308 | 29 set 2003 | Anderson Mesa     | LONEOS              | —         | MPC                           |
| 196882         | 2003 SX309 | 28 set 2003 | Socorro           | LINEAR              | —         | MPC                           |
| 196883         | 2003 SK311 | 29 set 2003 | Socorro           | LINEAR              | —         | MPC                           |
| 196884         | 2003 SE312 | 30 set 2003 | Kitt Peak         | Spacewatch          | —         | MPC                           |
| 196885         | 2003 SP314 | 28 set 2003 | Socorro           | LINEAR              | —         | MPC                           |
| 196886         | 2003 SF317 | 21 set 2003 | Kitt Peak         | Spacewatch          | —         | MPC                           |
| 196887         | 2003 SE320 | 17 set 2003 | Kitt Peak         | Spacewatch          | —         | MPC                           |
| 196888         | 2003 SM320 | 17 set 2003 | Kitt Peak         | Spacewatch          | —         | MPC                           |
| 196889         | 2003 SQ321 | 21 set 2003 | Kitt Peak         | Spacewatch          | —         | MPC                           |
| 196890         | 2003 SK322 | 28 set 2003 | Kitt Peak         | Spacewatch          | —         | MPC                           |
| 196891         | 2003 SK329 | 22 set 2003 | Anderson Mesa     | LONEOS              | —         | MPC                           |
| 196892         | 2003 SJ347 | 18 set 2003 | Kitt Peak         | Spacewatch          | —         | MPC                           |
| 196893         | 2003 TS    | 2 out 2003  | Essen             | Walter Hohmann Obs. | Brangane  | MPC                           |
| 196894         | 2003 TL3   | 3 out 2003  | Haleakalā         | NEAT                | —         | MPC                           |
| 196895         | 2003 TM3   | 4 out 2003  | Goodricke-Pigott  | V. Reddy            | —         | MPC                           |
| 196896         | 2003 TA5   | 1 out 2003  | Kitt Peak         | Spacewatch          | Brangane  | MPC                           |
| 196897         | 2003 TR6   | 1 out 2003  | Anderson Mesa     | LONEOS              | —         | MPC                           |
| 196898         | 2003 TF10  | 15 out 2003 | Socorro           | LINEAR              | —         | MPC                           |
| 196899         | 2003 TX10  | 15 out 2003 | Palomar           | NEAT                | —         | MPC                           |
| 196900         | 2003 TA11  | 14 out 2003 | Anderson Mesa     | LONEOS              | —         | MPC                           |

## 196901–197000
| Designação       | Designação | Descoberta  | Descoberta       | Descobridor(es) | Categoria | Mais informações / Referência |
| Permanente       | Provisória | Data        | Local            | Descobridor(es) | Categoria | Mais informações / Referência |
| ---------------- | ---------- | ----------- | ---------------- | --------------- | --------- | ----------------------------- |
| 196901           | 2003 TS11  | 14 out 2003 | Anderson Mesa    | LONEOS          | —         | MPC                           |
| 196902           | 2003 TG14  | 4 out 2003  | Kitt Peak        | Spacewatch      | —         | MPC                           |
| 196903           | 2003 TA16  | 15 out 2003 | Anderson Mesa    | LONEOS          | —         | MPC                           |
| 196904           | 2003 TC16  | 15 out 2003 | Anderson Mesa    | LONEOS          | —         | MPC                           |
| 196905           | 2003 TH17  | 15 out 2003 | Anderson Mesa    | LONEOS          | —         | MPC                           |
| 196906           | 2003 TF18  | 14 out 2003 | Palomar          | NEAT            | —         | MPC                           |
| 196907           | 2003 TC19  | 15 out 2003 | Anderson Mesa    | LONEOS          | —         | MPC                           |
| 196908           | 2003 TU21  | 1 out 2003  | Anderson Mesa    | LONEOS          | —         | MPC                           |
| 196909           | 2003 TF22  | 1 out 2003  | Kitt Peak        | Spacewatch      | —         | MPC                           |
| 196910           | 2003 TL29  | 1 out 2003  | Kitt Peak        | Spacewatch      | —         | MPC                           |
| 196911           | 2003 TN30  | 1 out 2003  | Kitt Peak        | Spacewatch      | —         | MPC                           |
| 196912           | 2003 TR30  | 1 out 2003  | Kitt Peak        | Spacewatch      | —         | MPC                           |
| 196913           | 2003 TX33  | 1 out 2003  | Kitt Peak        | Spacewatch      | —         | MPC                           |
| 196914           | 2003 TJ37  | 2 out 2003  | Kitt Peak        | Spacewatch      | —         | MPC                           |
| 196915           | 2003 TO45  | 3 out 2003  | Kitt Peak        | Spacewatch      | —         | MPC                           |
| 196916           | 2003 TS45  | 3 out 2003  | Kitt Peak        | Spacewatch      | —         | MPC                           |
| 196917           | 2003 TD48  | 3 out 2003  | Kitt Peak        | Spacewatch      | —         | MPC                           |
| 196918           | 2003 TE54  | 5 out 2003  | Kitt Peak        | Spacewatch      | —         | MPC                           |
| 196919           | 2003 TP54  | 5 out 2003  | Kitt Peak        | Spacewatch      | —         | MPC                           |
| 196920           | 2003 TX54  | 5 out 2003  | Kitt Peak        | Spacewatch      | —         | MPC                           |
| 196921           | 2003 TL57  | 5 out 2003  | Socorro          | LINEAR          | —         | MPC                           |
| 196922           | 2003 US1   | 16 out 2003 | Kitt Peak        | Spacewatch      | —         | MPC                           |
| 196923           | 2003 UG2   | 16 out 2003 | Kitt Peak        | Spacewatch      | Brangane  | MPC                           |
| 196924           | 2003 UX3   | 16 out 2003 | Kitt Peak        | Spacewatch      | —         | MPC                           |
| 196925           | 2003 UF4   | 16 out 2003 | Palomar          | NEAT            | —         | MPC                           |
| 196926           | 2003 UG5   | 18 out 2003 | Wrightwood       | J. W. Young     | —         | MPC                           |
| 196927           | 2003 UQ6   | 18 out 2003 | Palomar          | NEAT            | —         | MPC                           |
| 196928           | 2003 UB7   | 16 out 2003 | Socorro          | LINEAR          | —         | MPC                           |
| 196929           | 2003 UF10  | 17 out 2003 | Anderson Mesa    | LONEOS          | —         | MPC                           |
| 196930           | 2003 UA11  | 19 out 2003 | Kitt Peak        | Spacewatch      | —         | MPC                           |
| 196931           | 2003 UF12  | 20 out 2003 | Kitt Peak        | Spacewatch      | —         | MPC                           |
| 196932           | 2003 UV12  | 16 out 2003 | Kitt Peak        | Spacewatch      | —         | MPC                           |
| 196933           | 2003 UY14  | 16 out 2003 | Kitt Peak        | Spacewatch      | —         | MPC                           |
| 196934           | 2003 UD15  | 16 out 2003 | Kitt Peak        | Spacewatch      | —         | MPC                           |
| 196935           | 2003 UH16  | 16 out 2003 | Anderson Mesa    | LONEOS          | —         | MPC                           |
| 196936           | 2003 UL16  | 16 out 2003 | Anderson Mesa    | LONEOS          | —         | MPC                           |
| 196937           | 2003 US16  | 16 out 2003 | Palomar          | NEAT            | —         | MPC                           |
| 196938 Delgordon | 2003 UO20  | 22 out 2003 | Junk Bond        | D. Healy        | —         | MPC                           |
| 196939           | 2003 UB23  | 20 out 2003 | Palomar          | NEAT            | —         | MPC                           |
| 196940           | 2003 UW23  | 22 out 2003 | Kitt Peak        | Spacewatch      | —         | MPC                           |
| 196941           | 2003 UZ23  | 23 out 2003 | Needville        | Needville Obs.  | Brangane  | MPC                           |
| 196942           | 2003 UM24  | 23 out 2003 | Socorro          | LINEAR          | —         | MPC                           |
| 196943           | 2003 UC28  | 23 out 2003 | Anderson Mesa    | LONEOS          | —         | MPC                           |
| 196944           | 2003 UO28  | 19 out 2003 | Kitt Peak        | Spacewatch      | —         | MPC                           |
| 196945 Guerin    | 2003 UV29  | 26 out 2003 | Ottmarsheim      | C. Rinner       | —         | MPC                           |
| 196946           | 2003 UX31  | 16 out 2003 | Kitt Peak        | Spacewatch      | —         | MPC                           |
| 196947           | 2003 UT35  | 16 out 2003 | Palomar          | NEAT            | —         | MPC                           |
| 196948           | 2003 US38  | 26 out 2003 | Kleť             | Kleť Obs.       | —         | MPC                           |
| 196949           | 2003 UR40  | 16 out 2003 | Anderson Mesa    | LONEOS          | —         | MPC                           |
| 196950           | 2003 UZ41  | 17 out 2003 | Kitt Peak        | Spacewatch      | —         | MPC                           |
| 196951           | 2003 UO46  | 18 out 2003 | Kitt Peak        | Spacewatch      | —         | MPC                           |
| 196952           | 2003 UX48  | 16 out 2003 | Anderson Mesa    | LONEOS          | —         | MPC                           |
| 196953           | 2003 UJ50  | 17 out 2003 | Kitt Peak        | Spacewatch      | —         | MPC                           |
| 196954           | 2003 UA52  | 18 out 2003 | Palomar          | NEAT            | —         | MPC                           |
| 196955           | 2003 UQ52  | 18 out 2003 | Palomar          | NEAT            | —         | MPC                           |
| 196956           | 2003 UR52  | 18 out 2003 | Palomar          | NEAT            | —         | MPC                           |
| 196957           | 2003 UV52  | 18 out 2003 | Palomar          | NEAT            | —         | MPC                           |
| 196958           | 2003 UK53  | 18 out 2003 | Palomar          | NEAT            | —         | MPC                           |
| 196959           | 2003 UM53  | 18 out 2003 | Palomar          | NEAT            | —         | MPC                           |
| 196960           | 2003 UA54  | 18 out 2003 | Palomar          | NEAT            | —         | MPC                           |
| 196961           | 2003 UE54  | 18 out 2003 | Palomar          | NEAT            | —         | MPC                           |
| 196962           | 2003 UR54  | 18 out 2003 | Palomar          | NEAT            | —         | MPC                           |
| 196963           | 2003 UD56  | 19 out 2003 | Goodricke-Pigott | R. A. Tucker    | —         | MPC                           |
| 196964           | 2003 UT56  | 23 out 2003 | Anderson Mesa    | LONEOS          | —         | MPC                           |
| 196965           | 2003 UV56  | 23 out 2003 | Kitt Peak        | Spacewatch      | —         | MPC                           |
| 196966           | 2003 UC57  | 24 out 2003 | Socorro          | LINEAR          | Eos       | MPC                           |
| 196967           | 2003 UK57  | 27 out 2003 | Kvistaberg       | UDAS            | Ursula    | MPC                           |
| 196968           | 2003 UR57  | 16 out 2003 | Palomar          | NEAT            | —         | MPC                           |
| 196969           | 2003 UV58  | 16 out 2003 | Kitt Peak        | Spacewatch      | —         | MPC                           |
| 196970           | 2003 UU59  | 17 out 2003 | Anderson Mesa    | LONEOS          | —         | MPC                           |
| 196971           | 2003 UG61  | 16 out 2003 | Palomar          | NEAT            | —         | MPC                           |
| 196972           | 2003 UO62  | 16 out 2003 | Anderson Mesa    | LONEOS          | —         | MPC                           |
| 196973           | 2003 UP62  | 16 out 2003 | Anderson Mesa    | LONEOS          | —         | MPC                           |
| 196974           | 2003 UC64  | 16 out 2003 | Anderson Mesa    | LONEOS          | —         | MPC                           |
| 196975           | 2003 UU64  | 16 out 2003 | Anderson Mesa    | LONEOS          | —         | MPC                           |
| 196976           | 2003 UA65  | 16 out 2003 | Anderson Mesa    | LONEOS          | Brangane  | MPC                           |
| 196977           | 2003 UN66  | 16 out 2003 | Palomar          | NEAT            | —         | MPC                           |
| 196978           | 2003 UZ69  | 18 out 2003 | Kitt Peak        | Spacewatch      | —         | MPC                           |
| 196979           | 2003 UN70  | 18 out 2003 | Kitt Peak        | Spacewatch      | —         | MPC                           |
| 196980           | 2003 UC75  | 17 out 2003 | Anderson Mesa    | LONEOS          | —         | MPC                           |
| 196981           | 2003 UV76  | 17 out 2003 | Anderson Mesa    | LONEOS          | Brangane  | MPC                           |
| 196982           | 2003 UC79  | 18 out 2003 | Haleakalā        | NEAT            | —         | MPC                           |
| 196983           | 2003 UH79  | 19 out 2003 | Socorro          | LINEAR          | —         | MPC                           |
| 196984           | 2003 UQ79  | 19 out 2003 | Kitt Peak        | Spacewatch      | Maria     | MPC                           |
| 196985           | 2003 UY79  | 18 out 2003 | Goodricke-Pigott | R. A. Tucker    | —         | MPC                           |
| 196986           | 2003 UC80  | 17 out 2003 | Goodricke-Pigott | R. A. Tucker    | —         | MPC                           |
| 196987           | 2003 UO81  | 16 out 2003 | Haleakalā        | NEAT            | —         | MPC                           |
| 196988           | 2003 UC82  | 18 out 2003 | Haleakala        | NEAT            | —         | MPC                           |
| 196989           | 2003 UF83  | 16 out 2003 | Haleakala        | NEAT            | —         | MPC                           |
| 196990           | 2003 UH83  | 17 out 2003 | Anderson Mesa    | LONEOS          | —         | MPC                           |
| 196991           | 2003 UF84  | 18 out 2003 | Kitt Peak        | Spacewatch      | Brangane  | MPC                           |
| 196992           | 2003 US84  | 18 out 2003 | Kitt Peak        | Spacewatch      | —         | MPC                           |
| 196993           | 2003 UJ85  | 18 out 2003 | Kitt Peak        | Spacewatch      | —         | MPC                           |
| 196994           | 2003 UW85  | 18 out 2003 | Palomar          | NEAT            | —         | MPC                           |
| 196995           | 2003 US87  | 19 out 2003 | Anderson Mesa    | LONEOS          | —         | MPC                           |
| 196996           | 2003 UZ88  | 19 out 2003 | Anderson Mesa    | LONEOS          | —         | MPC                           |
| 196997           | 2003 UA90  | 20 out 2003 | Kitt Peak        | Spacewatch      | —         | MPC                           |
| 196998           | 2003 UV93  | 18 out 2003 | Kitt Peak        | Spacewatch      | —         | MPC                           |
| 196999           | 2003 UH94  | 18 out 2003 | Kitt Peak        | Spacewatch      | —         | MPC                           |
| 197000           | 2003 UE96  | 18 out 2003 | Kitt Peak        | Spacewatch      | —         | MPC                           |